# Bukarest

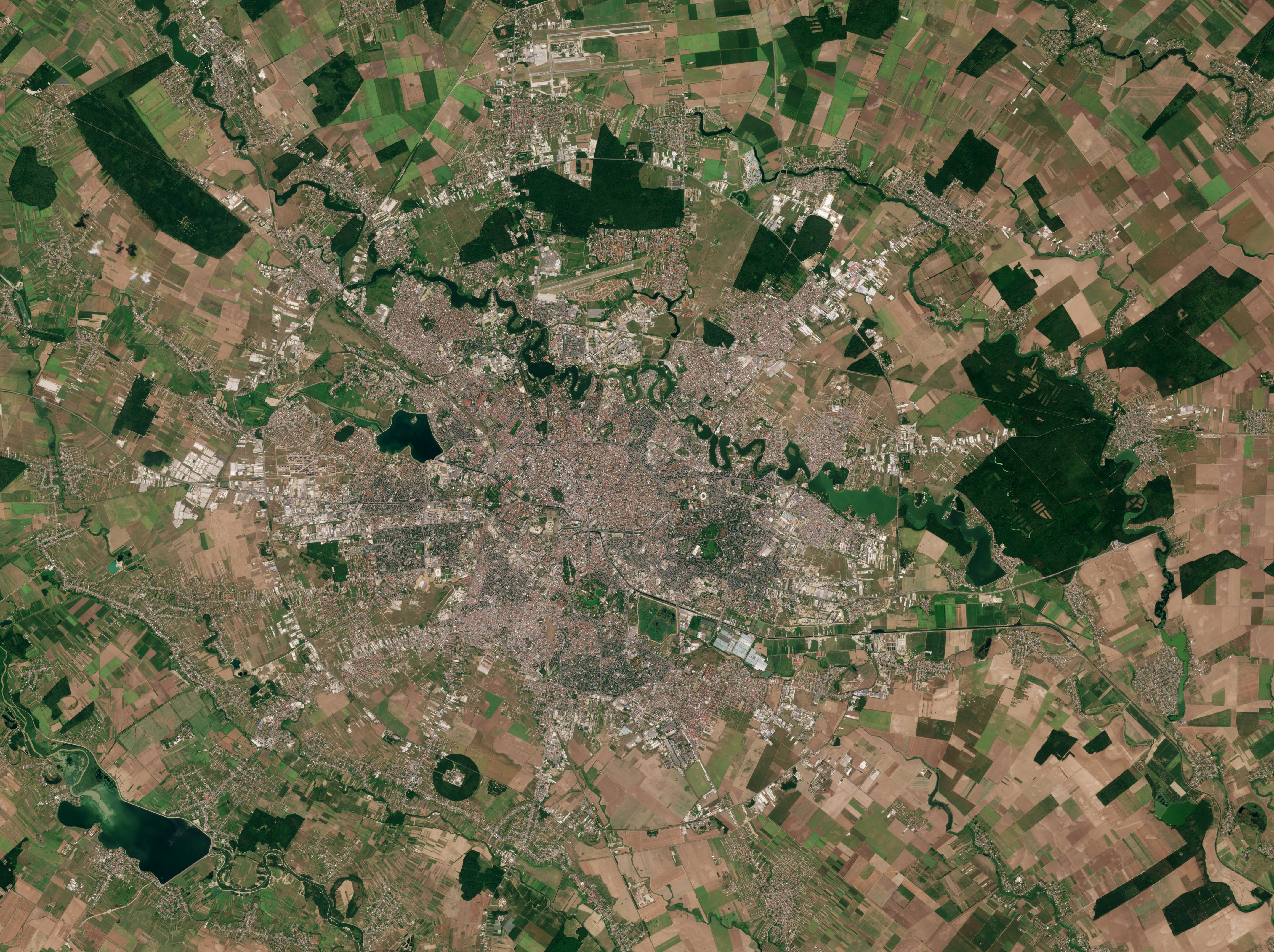
Satellitenfoto von Bukarest

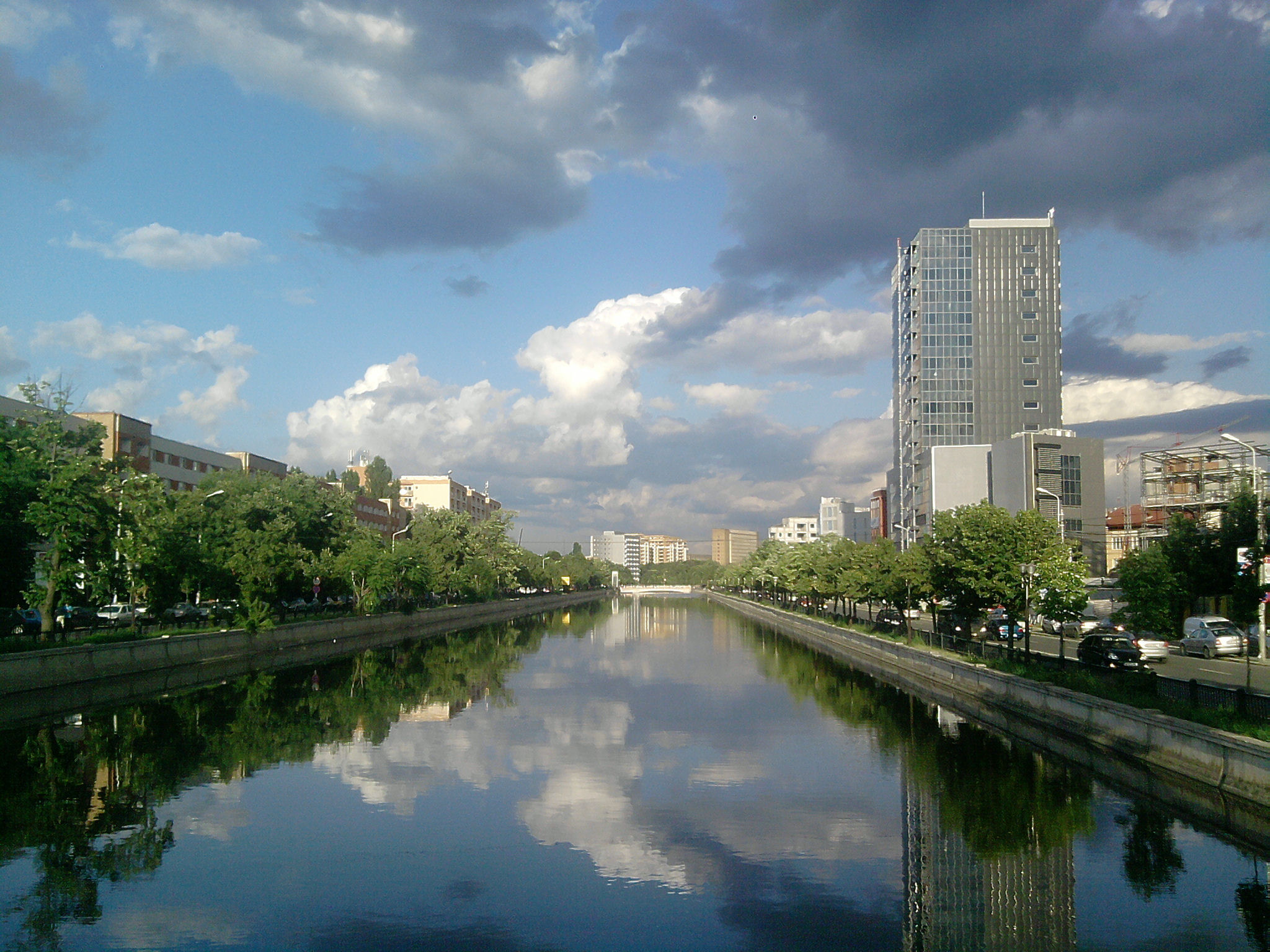
Dâmbovița

Bukarest (rumänisch Bucureștiⓘ [bukuˈreʃtʲ]) ist die Hauptstadt Rumäniens. Sie ist mit etwas mehr als 1,7 Millionen Einwohnern (Stand 2021) die achtgrößte Stadt der Europäischen Union.
Nachdem Bukarest 1659 Târgoviște als Landeshauptstadt des Fürstentums Walachei endgültig abgelöst hatte, wurde es zum politischen, wirtschaftlichen und kulturellen Mittelpunkt der Walachei und später Rumäniens. Die Stadt verfügt über mehrere Universitäten, verschiedene andere Hochschulen sowie zahlreiche Theater, Museen und weitere Kultureinrichtungen.
Die kosmopolitische Hochkultur und der dominierende französische Einfluss der neubarocken Architektur der Stadt brachten ihr den Beinamen Micul Paris („Kleines Paris“, auch „Paris des Ostens“) ein. In der Amtszeit des rumänischen Diktators Nicolae Ceaușescu wurden weiträumig historische Stadtviertel zerstört, um dem monumentalen Zuckerbäckerstil des Staatsoberhaupts Platz zu machen.

## Geographie

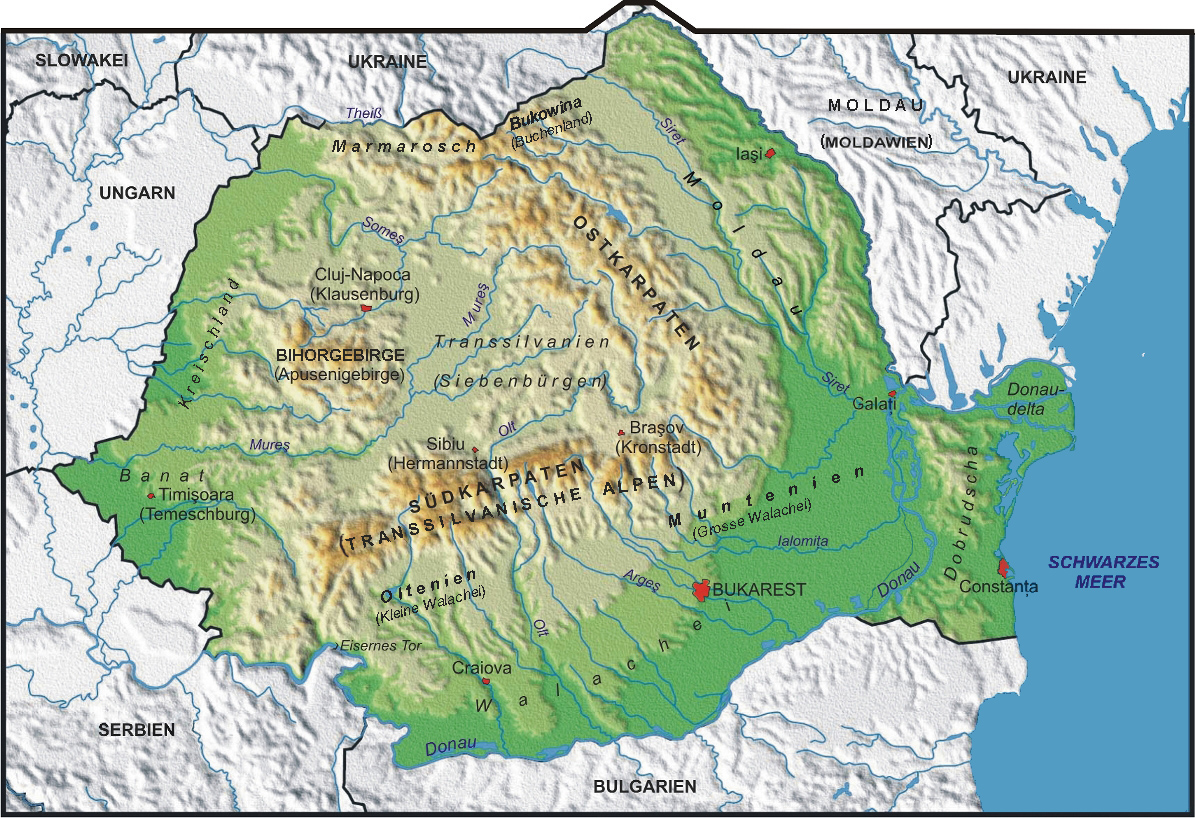
Lage Bukarests in Rumänien

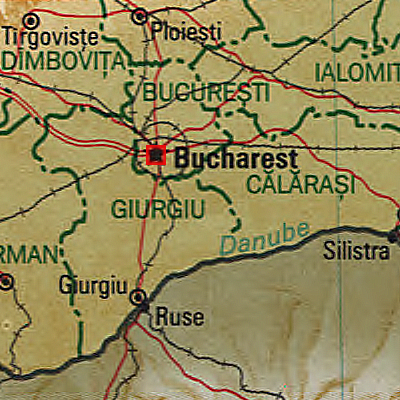
Bukarest (rotes Quadrat) – Rumänien – Nachbarorte: Ploiești, Târgoviște, Giurgiu, Russe (Bulgarien), Silistra (Bulgarien)

Bukarest liegt in 55 bis 96,3 Meter über dem Meeresspiegel im Zentrum der Walachischen Tiefebene 68 Kilometer nördlich der Donau und 280 Kilometer westlich des Schwarzen Meeres. Die Stadt wird von der Dâmbovița durchflossen; ihr Nebenfluss, die Colentina, bildet im Norden der Stadt eine Kette von neun natürlichen Seen.

### Geologie
Die Stadt liegt südlich des östlichen Karpatenbogens und der Vrancea-Zone zwischen der Schwarzmeer-Mikroplatte und der Moesischen Platte in einem der am meisten von Erdbeben betroffenen Gebiete Europas. Starke Erdbeben stellen eine erhebliche Bedrohung für die rumänische Hauptstadt dar. Innerhalb der vergangenen 60 Jahre ereigneten sich vier starke Erdbeben (10. November 1940, 4. März 1977, 30. August 1986 und 30. Mai 1990) unterhalb der sogenannten Vrancea-Region etwa 130 Kilometer von Bukarest entfernt. Wegen des sehr inhomogenen Untergrundaufbaus besteht eine fünfzigprozentige statistische Wahrscheinlichkeit eines Bebens der Magnitude M = 7.6 innerhalb von 50 Jahren. Entscheidend für das seismische Risiko in Bukarest ist die Erdbebenaktivität in der Vrancea-Zone im östlichen Karpatenbogen, die mit postorogenetischen Ereignissen an einer miozänen Subduktionszone im Zusammenhang steht. Die mitteltiefen Beben in dieser eng umgrenzten Region sind die Ursache für die mitunter katastrophalen Erdbebenschäden in Bukarest.

### Klima

Gewitter über Bukarest

Das Klima ist gemäßigt kontinental. In den Monaten Juni, Juli und August liegt die durchschnittliche Temperatur über 20 °C. Die Wintertemperaturen bewegen sich häufig unter 0 °C. Sie fallen jedoch selten unter −10 °C. Im Januar 1888 wurde mit −30 °C die niedrigste Temperatur und am 20. August 1945 mit 41,1 °C die höchste Temperatur in Bukarest gemessen. Berüchtigt ist im Winter der Crivăț, ein kalter kontinentaler Wind, der aus nordöstlicher Richtung weht und Dauerfrost und Schneestürme mit sich bringt.
|                       | Jan  | Feb  | Mär  | Apr  | Mai  | Jun  | Jul  | Aug  | Sep  | Okt  | Nov  | Dez  |   |      |
| Mittl. Tagesmax. (°C) | 1,5  | 4,1  | 10,5 | 18,0 | 23,3 | 26,8 | 28,8 | 28,5 | 24,6 | 18,0 | 10,0 | 3,8  | ⌀ | 16,5 |
| Mittl. Tagesmin. (°C) | −5,5 | −3,3 | 0,3  | 5,6  | 10,5 | 14,0 | 15,6 | 15,0 | 11,1 | 5,7  | 1,6  | −2,6 | ⌀ | 5,7  |
|                       |      |      |      |      |      |      |      |      |      |      |      |      |   |      |
| Niederschlag (mm)     | 40,0 | 36,0 | 38,0 | 46,0 | 70,0 | 77,0 | 64,0 | 58,0 | 42,0 | 32,0 | 49,0 | 43,0 | Σ | 595  |
|                       |      |      |      |      |      |      |      |      |      |      |      |      |   |      |
| Regentage (d)         | 6,0  | 6,0  | 6,0  | 7,0  | 6,0  | 6,0  | 7,0  | 6,0  | 5,0  | 5,0  | 6,0  | 6,0  | Σ | 72   |

| −5,5 |

| −3,3 |

| 0,3 |

| 5,6 |

| 10,5 |

| 14,0 |

| 15,6 |

| 15,0 |

| 11,1 |

| 5,7 |

| 1,6 |

| −2,6 |

| −5,5 |

| −3,3 |

| 0,3 |

| 5,6 |

| 10,5 |

| 14,0 |

| 15,6 |

| 15,0 |

| 11,1 |

| 5,7 |

| 1,6 |

| −2,6 |

Die Jahresniederschlagssumme in Bukarest liegt bei 579 Millimetern. Im Jahresmittel liegt die Temperatur bei 11,1 °C. Der kälteste Monat im Jahr ist der Januar, mit einer durchschnittlichen Tiefsttemperatur von −5 °C. Die heißesten Monate sind der Juli und der August, mit einer durchschnittlichen Höchsttemperatur von 27 °C.

### Stadtgliederung
Bukarest besitzt einen besonderen Verwaltungsstatus in Rumänien und untersteht keiner Bezirksverwaltung. Die Stadt wurde 1968 in sechs administrative Sektoren (sectoare) unterteilt, deren Grenzen im Sommer 1979 neu festgelegt wurden. Die Sektoren und ihre Distrikte sind:
| Sektoren | Distrikte |
| -------- | --- |
| Sektor 1 | Aviatorilor, Aviației, Băneasa, Bucureștii Noi, Dămăroaia, Domenii, Dorobanți, Floreasca, Gara de Nord, Grivița, Pajura, Pipera, Primăverii, Victoriei |
| Sektor 2 | Colentina, Iancului, Pantelimon, Tei |
| Sektor 3 | Balta Albă, Centru Civic, Dudești, Titan, Vitan |
| Sektor 4 | Berceni, Olteniței, Timpuri Noi, Văcărești |
| Sektor 5 | Cotroceni, Ferentari, Rahova |
| Sektor 6 | Crângași, Drumul Taberei, Giulești, Militari |

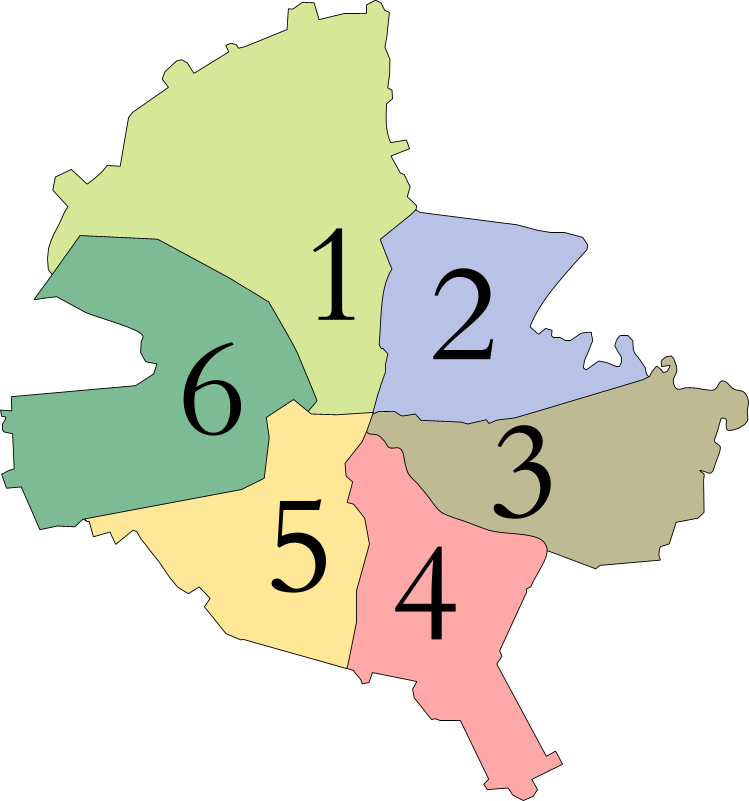
Sektoren in Bukarest

Jeder dieser Sektoren verfügt über einen Rat mit 27 Sitzen, ein Rathaus und einen Bürgermeister. Eine Stadtgebietsvergrößerung ist geplant. Die Verantwortlichen planen eine Eingemeindung der nördlich von Bukarest gelegenen Kleinstadt Otopeni.

## Geschichte
Bukarest wurde einer Legende nach von einem Hirten namens Bucur gegründet. Bucurie bezeichnet im Rumänischen glückhafte Freude, und Bucur ist ein verbreiteter Familienname. Im etymologischen Sinn bedeutet București: Du bist froh. Eine weitere Erzählung berichtet von dem getischen König Dromichaites, der Freudenstadt errichtete.

### Stadtgründung, Residenz der Fürsten der Walachei

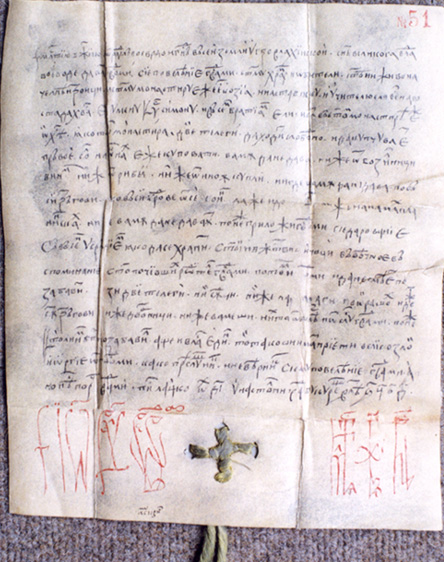
Urkunde von Fürst Radu vom 14. Oktober 1465 (Faksimile)

Bukarest wird in einer auf den 20. September 1459 datierten Urkunde erstmals erwähnt. Die Urkunde wurde von dem Woiwoden und Feldherrn Vlad Țepeș, mit dem Beinamen Drăculea, ausgestellt.
In der zweiten Hälfte des 15. Jahrhunderts entwickelte sich Bukarest, wo sich schon nach 1400 eine Handwerkersiedlung mit Schmieden, Töpferei und Gerberei nachweisen lässt, zum Curtea (Fürstensitz) der Walachei. Fürst Radu der Schöne bezeichnete am 14. Oktober 1465 Bukarest in einer Urkunde als Fürstensitz. Die Stadt erlangte ihre zentralstädtische Bedeutung als fürstliches Macht- und Handelszentrum, das in einem Verdichtungsraum von Siedlungen lag. Zwischen 1459 und 1625 erschienen allein 41 Siedlungen auf dem Gebiet des heutigen Bukarest.
Nachfolgend war Bukarest abwechselnd mit Tîrgoviște Hauptstadt der Walachei. Der Hauptmarkt entstand um die Lipscani-Straße.

### Osmanische Epoche
Das Osmanische Reich dehnte sich im 14. Jahrhundert von Kleinasien auf das Gebiet des heutigen Rumänien aus. Bereits 1394 drang eine erste osmanische Armee über die Donau vor. Danach wurde das Fürstentum Walachei erstmals tributpflichtig.
Unter dieser osmanischen Suzeränität erlebte das noch immer dörflich geprägte Bukarest durch die Anwesenheit des Hofes sowie durch die Rückkehr der ausländischen Händler einen Aufschwung. Die Bevölkerungszahl stieg und es entwickelte sich eine städtische Struktur, die durch eine Vielzahl neuer Gebäude zum Ausdruck kam. 1545 errichtete Fürst Mircea Ciobanul die erste Stadtmauer in Form eines Palisadenwalls. Auch ein großer Teil des die Stadt umgebenden landwirtschaftlich genutzten Landes wurde nun als „das Land der Stadtbürger“ (moșia orășenilor) mit Grenzsteinen markiert.

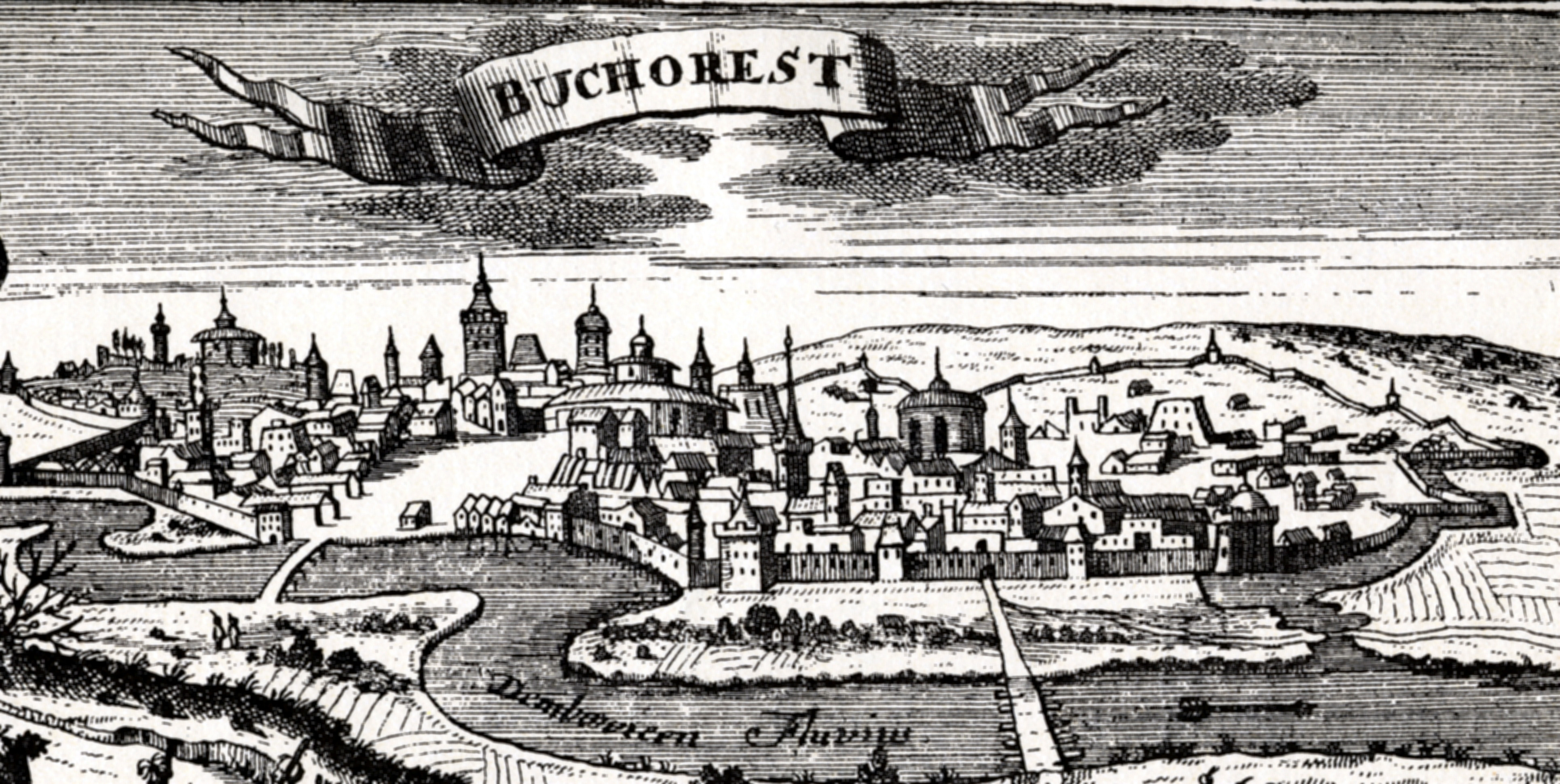
Bukarest 1717

Dreißig Jahre später erhob sich die Bukarester Bevölkerung in den Jahren 1574 und 1575 sowie im Jahr 1594 gegen die wachsenden Tribute der Hohen Pforte. Zudem beteiligte sie sich an den Kämpfen Mihai Viteazul (Michael der Tapfere) gegen die osmanische Armee, die aber letztlich erfolglos blieben. Nachdem dieser von den Osmanen abfiel, eroberte im August 1595 Großwesir Koca Sinan Pascha nach der Schlacht bei Călugăreni die Stadt. Dabei kam es zu einem Stadtbrand. Im Herbst desselben Jahres kam es in der Nähe von Bukarest zu einer weiteren Schlacht, bei der sich die Türken zurückzogen und dabei einen Teil der Stadt zerstörten. Aus diesem Grund verlagerte man anschließend den Fürstensitz bis 1626 nach Târgoviște. Kurz nach seiner Machtübernahme verlegte Fürst Alexandru Coconul am 10. November 1626 die Residenz wieder nach Bukarest.
Nachdem Fürst Matei Basarab 1632 als letzter aus der vorherrschenden walachischen Familie auf dem Thron kam, errichtete er in Bukarest zahlreiche Bauten. Wegen seines gespannten Verhältnisses zu den Osmanen übersiedelt der Fürst um 1640 nach Târgoviște. Der Fürstensitz verblieb währenddessen in Bukarest. Basarabs Nachfolger, Fürst Constantin Șerban, zog nach Amtsantritt im Mai 1654 erneut nach Bukarest. Im darauffolgenden Jahr kam es am Sitz der heutigen Nationalbank zum Aufstand der Dorobantzen und Infanteristen gegen die Bojaren. Anlässlich der Ausschreitungen ließ Fürst Șerban bei seinem Abzug nach Târgoviște und der Verlegung des Fürstensitzes den Fürstenhof und die Stadt in Brand setzen.
Im Jahr 1659 kam es nochmals zu einer Residenzverlegung. Nach seiner Inthronisation verlegte Fürst Gheorghe Ghica am 20. Dezember 1659 den Fürstensitz wieder nach Bukarest. Im selben Jahr wurde die Stadt auf Druck des Osmanischen Reiches auch zur alleinigen Residenzstadt der Woiwoden. Bukarest blieb von diesem Jahr an endgültig Landeshauptstadt der Walachei. 1668 folgte dem Fürsten auch die religiöse Führung der Orthodoxie nach Bukarest. In diesem Zeitraum wuchs die Stadtbevölkerung bis auf rund 60.000 Einwohner an, die sich auf mittlerweile 21 Stadtviertel (sogenannte mahalale) verteilten. Zu dieser Zeit bestanden etwa 100 Kirchen. In den Regierungszeiten von Șerban I. Cantacuzino und Constantin Brâncoveanu erlebte Bukarest eine längere Blüte. Auf Direktive der Fürsten entstanden erste Krankenhäuser, Druckereien, Lehranstalten, zahlreiche Kirchen, Schloss Mogoșoaia sowie die Pracht- und Ausfallstraße Podul Mogoșoaia. Der machthungrige Fürst Brâncoveanu schaffte allerdings auch den Schultheiß und Stadtrat ab und behielt sich das Regierungsrecht vor.

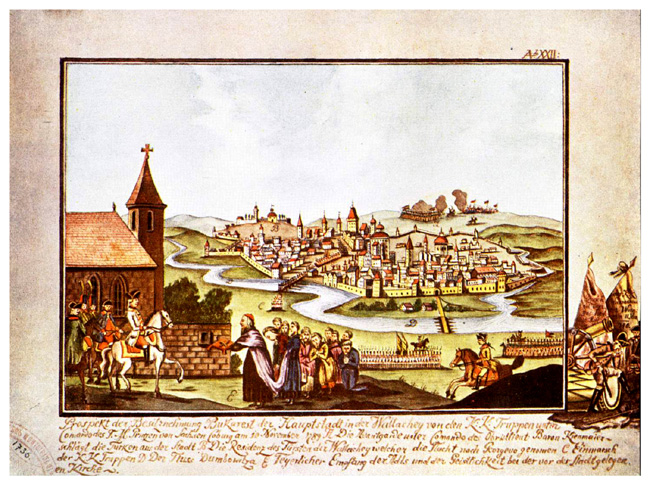
Übergabe der Stadt an die Österreicher, 1789

In der Phanariotenzeit (1716–1821) nahm die Belastung der Bevölkerung durch höhere Abgaben und Tribute, aber auch durch Vetternwirtschaft und Korruption so sehr zu, dass diese Phase in Rumänien als Inbegriff der Ausbeutung, Korruption und Misswirtschaft gilt. 1753 kam es wegen unerträglicher Steuerlasten auf Intervention der Bukarester zur Amtsenthebung des Fürsten Matei Ghica durch die Hohe Pforte. Zwölf Jahre später traf beim Aufstand der Zünfte Ștefan Racoviță das gleiche Schicksal. Der Fürst besiegte zwar die Aufständischen, wurde aber wegen seiner von ihm verhängten Repressalien von der Hohen Pforte abgesetzt.
Die Mitglieder der Fürstenfamilie Ypsilantis hingegen machten sich sichtbar um Bukarest verdient. Während der Regentschaft Alexander Ypsilantis erfolgten viele Stadtverschönerungen und der Bau der ersten Wasserleitung (1779). Der Fürst ließ wegen der häufigen Überschwemmungen der Dâmbovița zudem einen Umleitungskanal bauen. Zugleich begann in der Stadt eine erste industrielle Entwicklung durch Manufakturen. So entstand 1764 eine Manufaktur für Wachs, 1766 eine für Kleider, 1767 für Papier. 1811 arbeiteten bereits 2.981 Menschen im Bereich von Handel und Handwerk.
Während des Russisch-Österreichischen Türkenkriegs wurde diese Entwicklung kurzzeitig unterbrochen, als Fürst Nicolae Mavrogheni am 26. Oktober 1789, begleitet von einer rund tausend Mann starken Armee, aus der Stadt floh. Die Stadt wurde zwei Wochen später am 10. November 1789 von den Österreichern eingenommen und erst im Frieden vom 4. August 1791 wieder herausgegeben. Nachfolgend trafen in der Zeit von 1793 bis 1812 verschiedene Naturkatastrophen, eine Feuersbrunst und Epidemien die Stadt.

### Übergangszeit (1807 bis 1861)

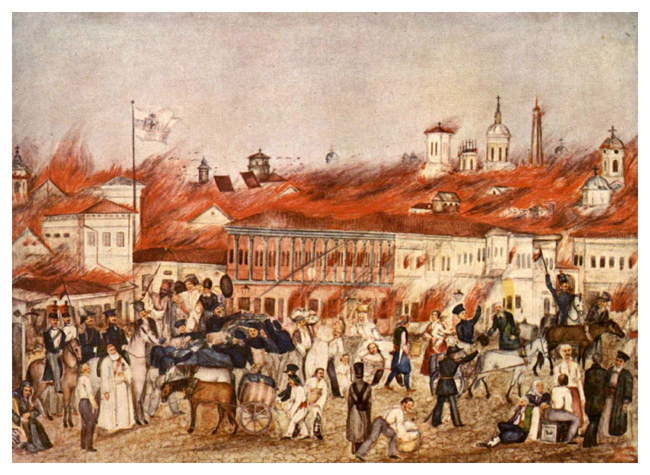
Stadtbrand 1847

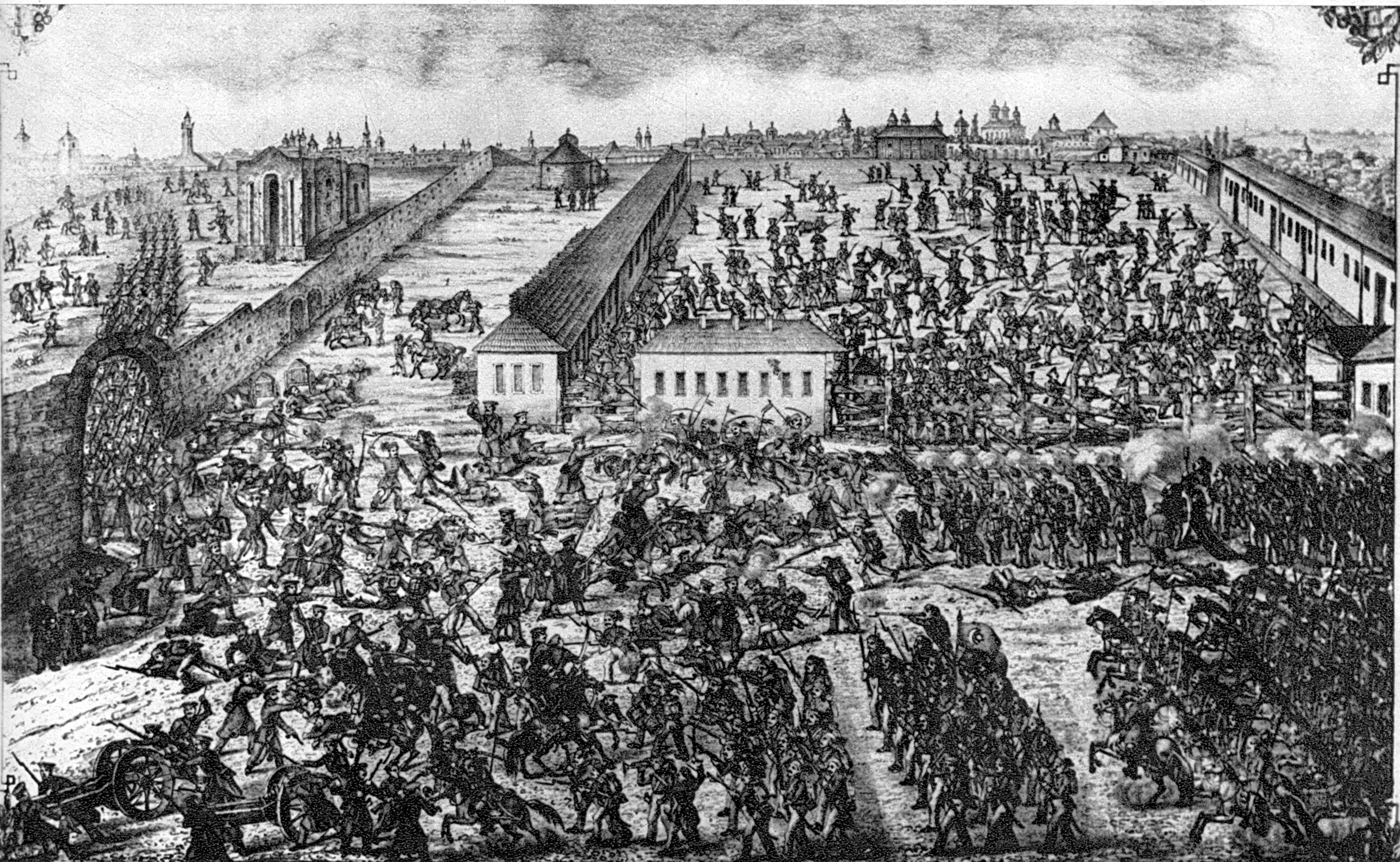
Revolution, 1848

1807 geriet Bukarest während des Russisch-Türkischen Krieges unter den Oberbefehl des Kommandanten der russischen Truppen. Der erste Friede von Bukarest beendete am 28. Mai 1812 den seit 1806 anhaltenden Krieg zwischen Russland und dem Osmanischen Reich.
Die verschärfte Ausbeutung der walachischen Volksmassen und die Verbreitung revolutionärer Ideen des französischen Bürgertums sowie die Hetärie beeinflussten um die Jahrhundertwende die antiosmanische öffentliche Meinung. Während des folgenden Aufstandes hielt sich der walachische Anführer Tudor Vladimirescu in der Zeit von März bis Mai 1821 in Bukarest auf. Dies führte zu heftigen Vergeltungsmaßnahmen der türkischen Truppen, die Bukarest anschließend besetzten. Diese Repressalien endeten erst mit dem Abzug des Heeres im September 1822 und der Thronbesteigung von Fürst Grigore IV. Ghica.
Nach dem Frieden von Adrianopel im Jahr 1829 wurde Bukarest unter russische Protektion gestellt. Von diesem Jahr an verwaltete General Pawel Kisseljow bis 1834 die Stadt. In seiner Amtszeit wurde das Dekret des Organischen Reglements (Règlement organique) eingeführt und ein Komitee zur Verschönerung der Stadt einberufen. Es kam zur Neufestlegung der Stadtgrenzen. Weitere städtebauliche Maßnahmen, wie das Anlegen von Promenaden und Marktplätzen, wurden effektuiert.
Dem großen Brand im städtischen Geschäftsviertel am 23. März 1847 fielen etwa 2.000 Häuser zum Opfer. Ihm folgte ein planmäßiger Wiederaufbau. Im folgenden Jahr war Bukarest Zentrum der Walachei-Revolution. Die am 11. Juni 1848 begonnene Revolution wurde drei Monate später am Abend des 13. September am Spirei-Berg blutig niedergeschlagen. Ein Denkmal erinnert an dieser Stelle an das Ereignis. Zwischen den Jahren 1853 und 1856 wurde Bukarest nacheinander von russischen, türkischen und österreichischen Truppen besetzt.
Als erste rumänische Stadt führte Bukarest im Mai 1857 Petroleumlampen in die Straßenbeleuchtung ein. Im selben Jahr trat auf Erlass des Sultans in Bukarest die „Diwan Ad-hoc-Versammlung“ zusammen. Die Versammlung verabschiedete am 9. Oktober 1857 eine Resolution, die unter anderem die Vereinigung Rumäniens zu einem Staat vorsah.

### Hauptstadt Rumäniens, Industrialisierung bis zum Ersten Weltkrieg

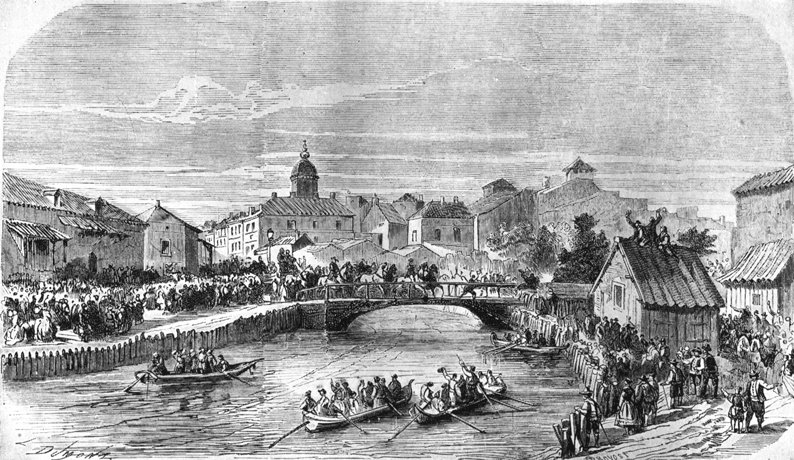
Einzug von Fürst Carol I., 1866

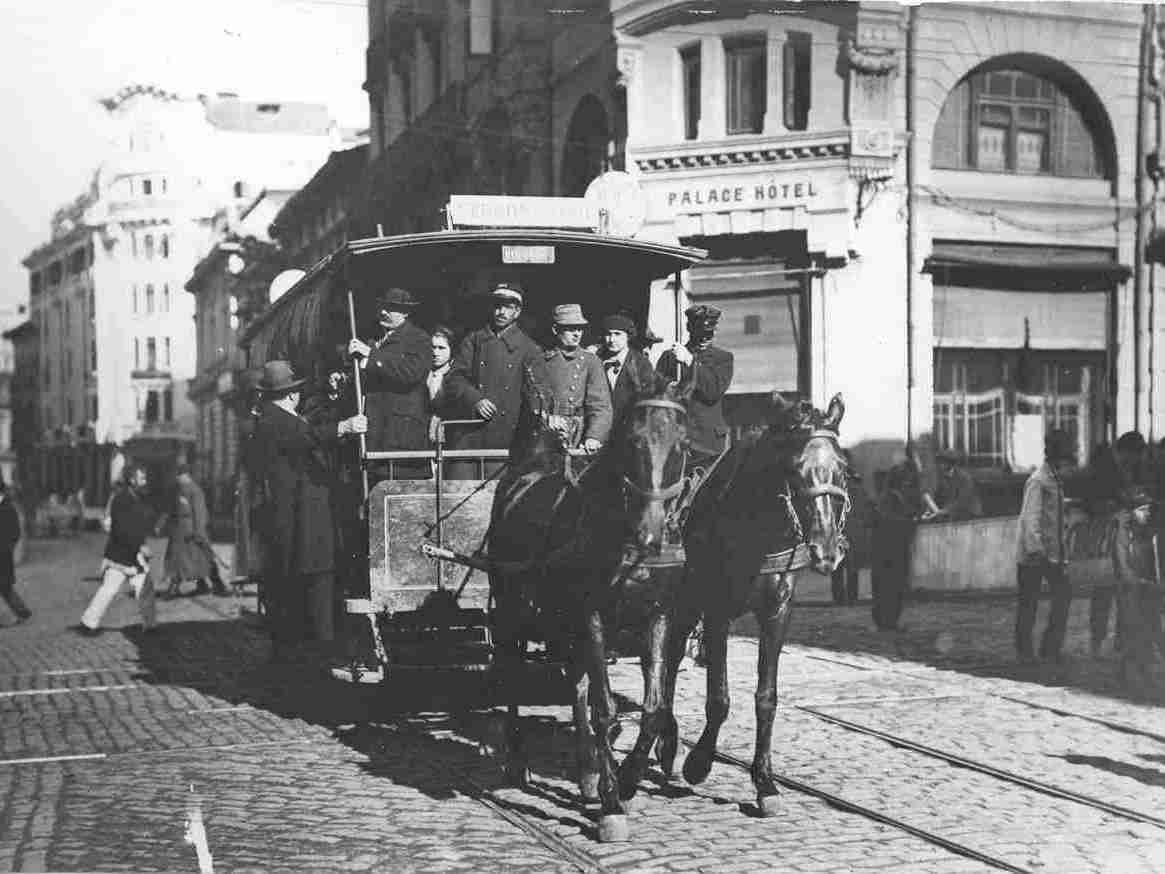
Pferdebahn, 1871

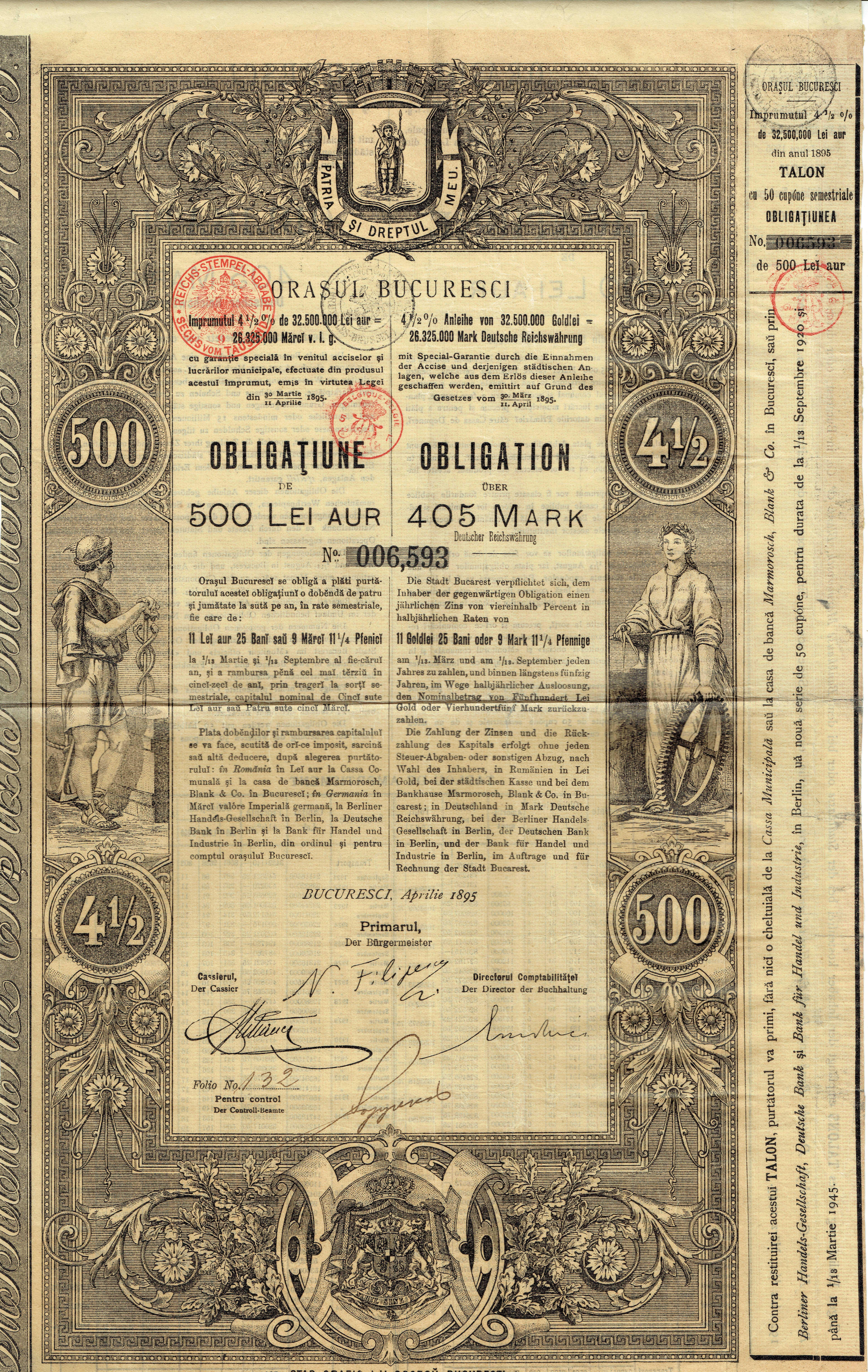
Obligation über 500 Lei der Stadt Bukarest vom April 1895

Alexandru Ioan Cuza proklamierte am 24. Dezember 1861 die Bildung des Fürstentums Rumänien aus den Donaufürstentümern Moldau und Walachei. Ein Jahr später kam es auch formal zur Vereinigung der beiden Fürstentümer mit Bukarest als Hauptstadt. Der Staatsgründer Alexandru Ioan Cuza geriet jedoch in die Kritik und musste deshalb 1866 abdanken. Eine provisorische Regierung setzte auf Empfehlung im selben Jahr Karl Eitel Friedrich von Hohenzollern-Sigmaringen zum Fürsten ein. Dieser zog nach seiner offiziellen Wahl zum Fürsten als Carol I. am 10. Mai 1866 in Bukarest ein.
1869 erhielt die Hauptstadt ihre erste Eisenbahnlinie. Sie verband Bukarest mit Giurgiu. Zwei Jahre später wurde die erste Straßenbahnlinie (damals noch eine Pferdebahn) vom Nordbahnhof über die Piața St. Georg bis zur Piața Obor eröffnet. Nach vierjähriger Bauzeit eröffnete 1872 der Nordbahnhof, ebenso der Eisenbahnverkehr zwischen Bukarest und Ploiești.
Nach dem Berliner Kongress wurde Rumänien im Jahr 1878 als unabhängig anerkannt. In der Folge proklamierte sich am 26. März 1881 das Fürstentum zum Königreich Rumänien. Bukarest wurde dabei zur imperialen Stadt umgestaltet. Das junge Königreich orientierte sich in Richtung Westen, insbesondere nach Frankreich. Bei der anknüpfenden Modernisierung war Preußen Ideen- und Techniklieferant.
Gegen Ende des 19. Jahrhunderts entwickelte sich Bukarest dann allmählich zu einem Industriezentrum, vor allem in der Leichtindustrie. Fünf größere Bankinstitute – darunter die Nationalbank, die Bank von Rumänien, die Landwirtschaftsbank und seit 1898 auch die Diskontbank – machten Bukarest zum nationalen Finanzzentrum. Auf der Calea Victoriei wurde 1890 elektrisches Licht eingeführt. In dieser Zeit wurde auch die neue Verkehrsader von Obor nach Cotroceni freigegeben. 1896 folgte auf derselben Strecke der Linienverkehr der ersten elektrischen Straßenbahn.
1886 beendete der Frieden von Bukarest den Krieg zwischen Serbien und Bulgarien. Auch der Zweite Balkankrieg wurde 1913 durch Unterzeichnung des Friedensvertrags von Bukarest zwischen Serbien, Griechenland und Rumänien auf der einen Seite und Bulgarien auf der anderen Seite in der Stadt beendet.

### Vom Ersten bis zum Zweiten Weltkrieg

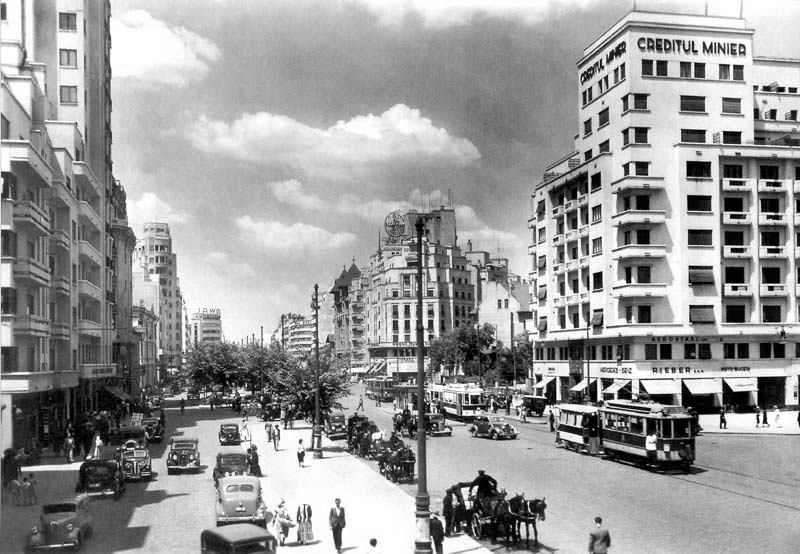
Der Boulevard Magheru in der Zwischenkriegszeit

Während des Ersten Weltkrieges war Bukarest vom 6. Dezember 1916 als Folge der Schlacht am Argesch bis zum Friedensvertrag vom 7. Mai 1918 durch deutsche Truppen besetzt. Mit der Flucht des Königs und der Regierung wurde Iași in dieser Zeit provisorische Hauptstadt Rumäniens. Die Bedeutung der Stadt nahm erst nach dem Ersten Weltkrieg als Hauptstadt „Großrumäniens“ wieder zu.
Von 1918 bis zu Beginn des Zweiten Weltkriegs vergrößerte sich die Stadtfläche um 5600 auf 7800 Hektar. Die Zahl der Bevölkerung stieg im gleichen Zeitraum von 380.000 auf 870.000 Einwohner. Internationales Interesse erregte ein Streik der Erdölarbeiter und Eisenbahner, die wegen der verschlechterten Lebensbedingungen ihre Arbeit niedergelegt hatten. Am 16. Februar 1933 wurde der Streik bei den Grivița-Werken blutig niedergeschlagen.
Mit dem Bau der Achse Piața Victoriei und Piața Sf. Gheorghe zwischen 1936 und 1940, nach dem Pariser Vorbild des Boulevard Henri Martin und dem Brüsseler Entwurf des Boulevard Louise, bekam die Stadt den Beinamen „Paris des Ostens“. In den 1940er Jahren setzte sich die rege Bautätigkeit nach westlichem, diesmal jedoch in modernem, internationalem Stil fort, der durch Namen wie Le Corbusier oder Bezeichnungen wie „Form und Funktion“ geprägt war.

### Bukarest im Zweiten Weltkrieg

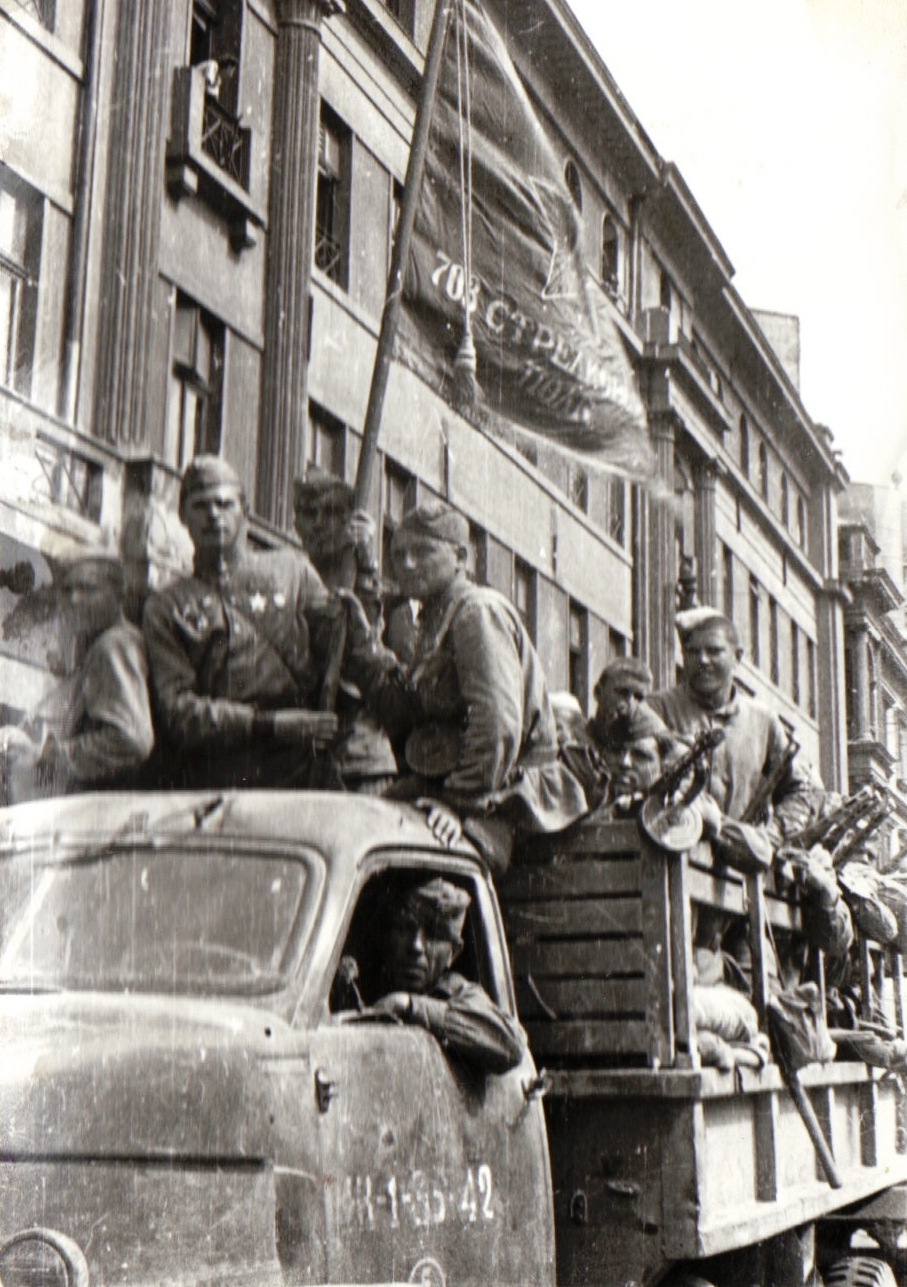
Truppen der Roten Armee in Bukarest, 1944

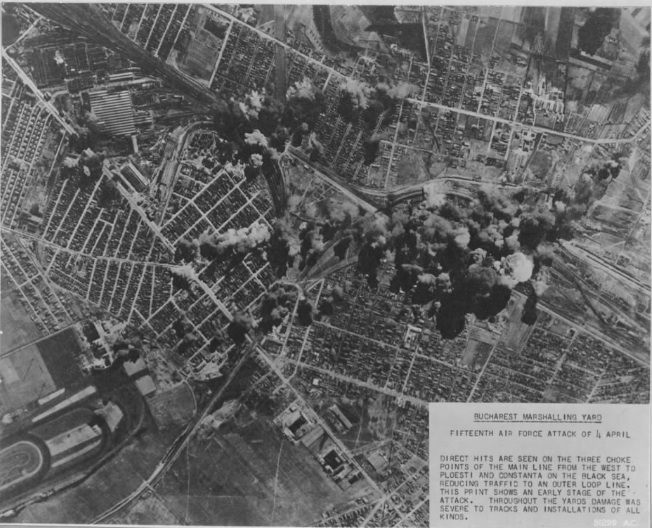
Der Bahnhof „Gara de Nord“ bei der Bombardierung durch die United States Army Air Forces am 4. April 1944

Im Zweiten Weltkrieg trat Rumänien nach anfänglicher Neutralität am 23. November 1940 dem Dreimächtepakt zwischen dem Deutschen Reich, dem Kaiserreich Japan und dem Königreich Italien bei. Dies war die direkte Folge der Bildung der Regierung eines „nationallegionären Staats“ am 4. September 1940 durch die Eiserne Garde und General Ion Antonescu und führte zur Abdankung Carols II. zugunsten seines 19-jährigen Sohns Mihai. Am 8. Oktober 1940 überschritten Truppen der Wehrmacht die rumänische Grenze; kurz danach zogen sie in Bukarest ein. Im Januar 1941 scheiterte ein Putschversuch der ultrarechten Legionäre der Eisernen Garde gegen die totalitäre Regierung Antonescu. Während des dreitägigen Putsches (21. bis 23. Januar) ermordete die Eiserne Garde in einem Pogrom mindestens 120 Bukarester Juden, die meisten von ihnen in einem Wald nahe Jilava.
Ab April 1944 war Bukarest in Reichweite der britischen Luftwaffe und der US Army Air Forces. Am 4. April 1944 flog die 15th US Air Force den ersten Großangriff und warf 875 Tonnen Bomben ab. Auch der Hauptbahnhof (Gara de Nord) wurde bombardiert. Ein Teil der Bomben fiel durch starke Winde in Wohngebiete. Dabei gab es viele zivile Opfer. Offiziell wurden 2942 Tote und 2126 Verletzte verzeichnet.
Am 15. April folgte ein weiterer schwerer Angriff der englischen Royal Air Force, diesmal mit Brandbomben. Dabei wurde auch die Bukarester Universität schwer beschädigt. Gegen Ende des Krieges verbündete sich Rumänien, durch einen Staatsstreich von König Michael, am 23. August 1944 mit den Alliierten. Darauf ordnete Adolf Hitler noch in der gleichen Nacht die Bombardierung von Bukarest an, welche auch in der darauffolgenden Nacht weitergeführt wurde. Es kamen dabei 182 Personen ums Leben. Viele Regierungsgebäude sowie historische Gebäude wurden beschädigt bzw. zerstört. Einen Tag später erklärte Rumänien Deutschland den Krieg. Nach dem Einmarsch der Roten Armee in Bukarest am 31. August kam es am 12. September 1944 zu einem Waffenstillstand zwischen Rumänien und der Sowjetunion.
Infolge von Streitigkeiten im Jahr 1945 zwischen dem neuen Premierminister Petru Groza und dem König Michael I. verweigerte dieser die Unterzeichnung jeglicher Gesetze, worauf Groza entschied, die Gesetze auch ohne königliche Unterschrift in Kraft zu setzen. In diesem Zusammenhang kam es am 8. November 1945 in Bukarest zu einer antikommunistischen Demonstration vor dem Königspalast. Bei der gewaltsamen Auflösung der Demonstration gab es viele Verhaftungen, Verletzte und Tote.

### Vom Zweiten Weltkrieg bis zur Gegenwart

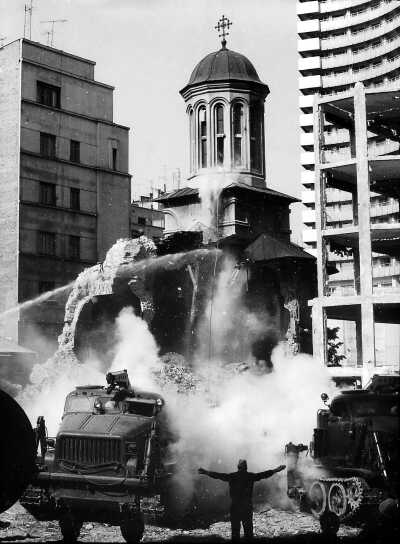
Abriss der Enei-Kirche, 1977

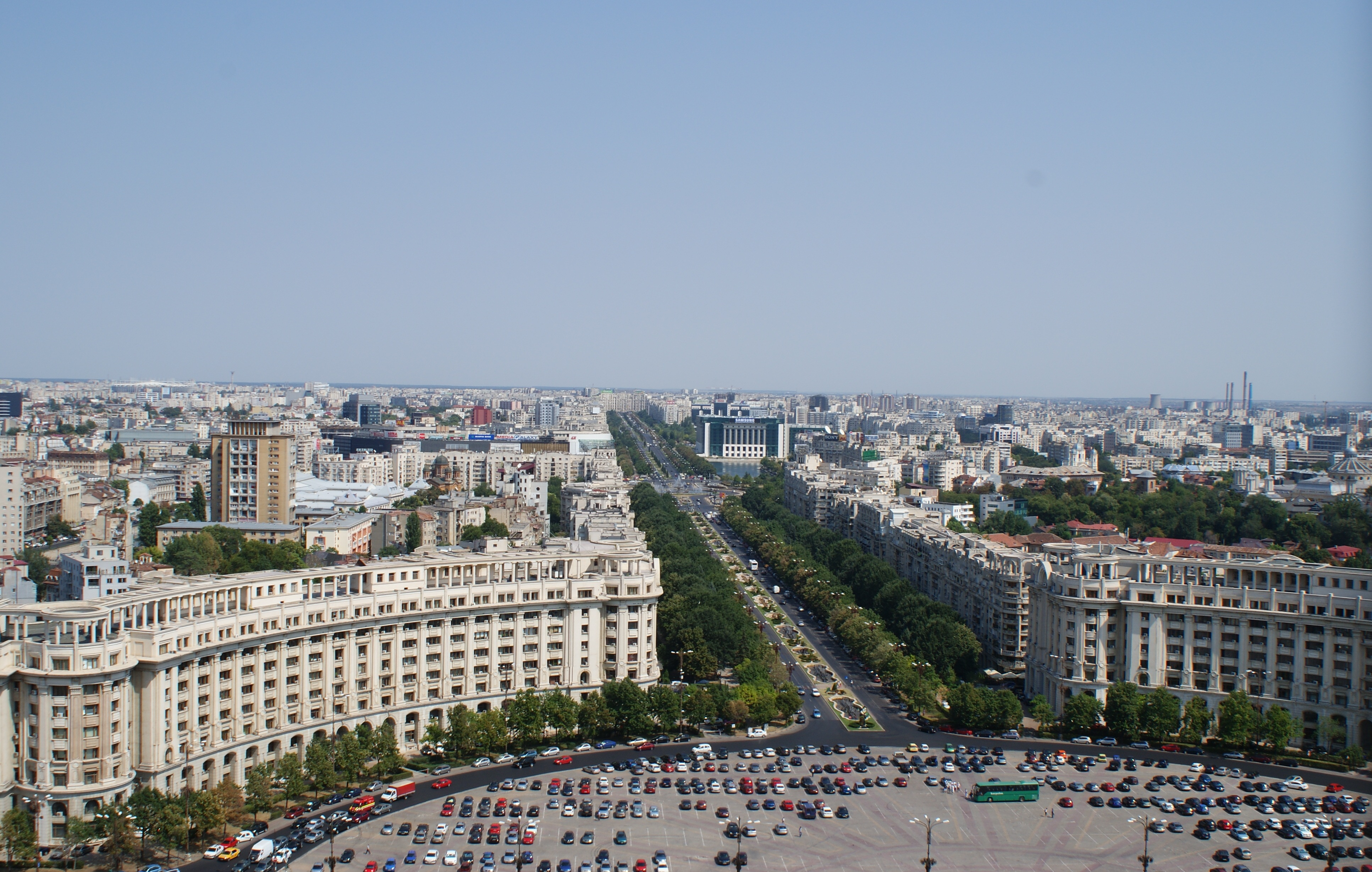
Blick vom Parlamentspalast auf den Bulevardul Unirii, August 2012

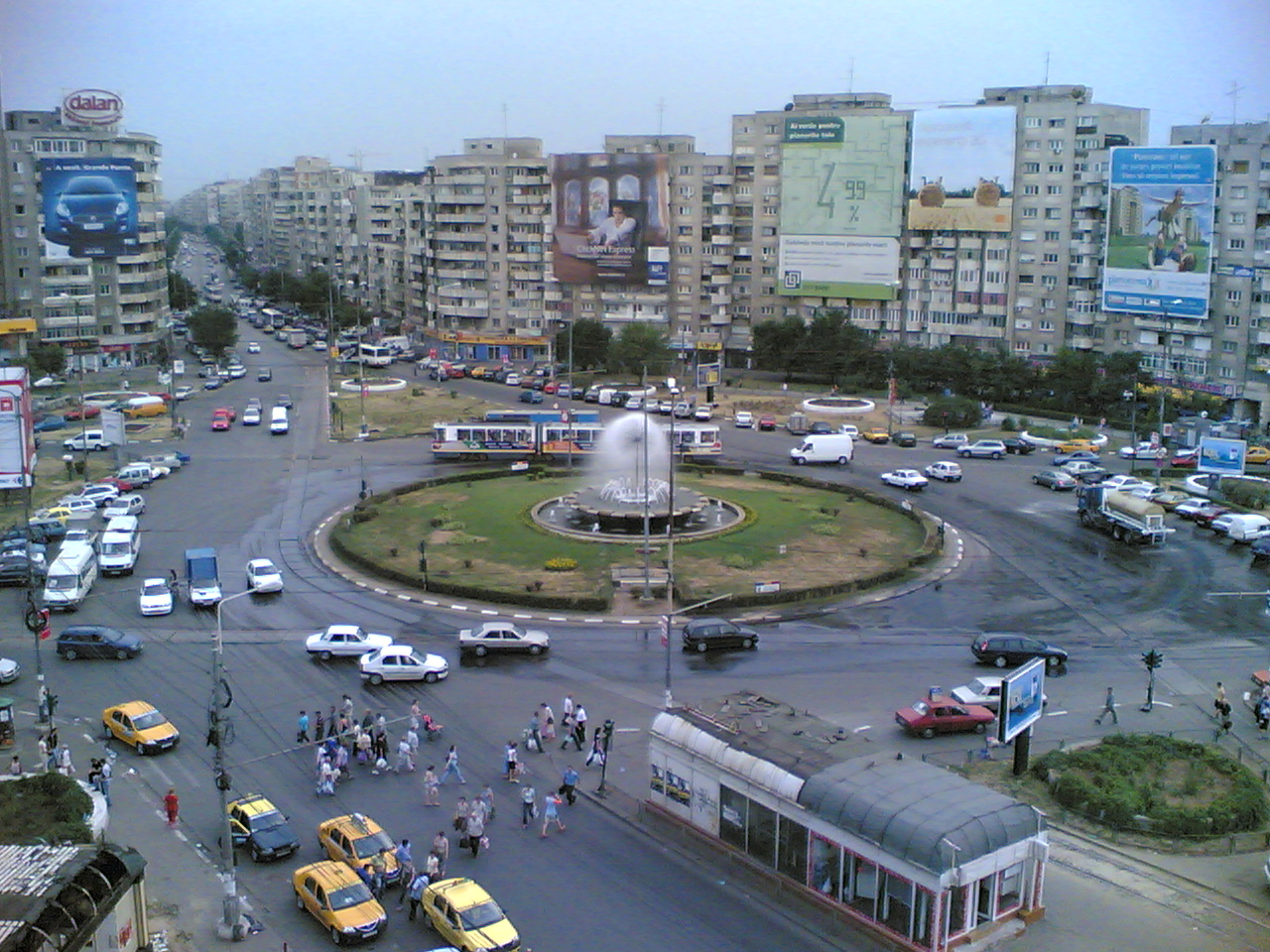
Platz und Metrostation Obor, September 2011

In den vier Jahrzehnten nach dem Zweiten Weltkrieg wuchs die Stadt auf mehr als das Doppelte ihrer Einwohnerzahl. Vor allem in den peripheren Bereichen wurde Bukarest zu einer riesigen Baustelle. Die Stadtfläche verdreifachte sich in dieser Zeit auf 21.700 Hektar. Es zog insbesondere Bauern in die Stadt, die hier in den großen Industriebetrieben ihre neuen Arbeitsplätze fanden. Sie brachten ihre ländliche Lebensweise in die Millionenstadt mit und bestimmen ihr Bild bis heute. Um der starken Wohnungsnachfrage entsprechen zu können, setzte die kommunistische Staatsführung ein umfangreiches Wohnungsbauprogramm in Gang.
Internationale Beachtung fand die sogenannte Bukarester Deklaration („Deklaration für die Gewährleistung des Friedens und der Sicherheit in Europa“) die von einer in der Zeit vom 4. bis 6. Juli 1966 stattfindenden Konferenz des Warschauer Paktes verabschiedet wurde.
Am 4. März 1977 erschütterte ein Erdbeben das Gebiet um Bukarest. Dabei starben insgesamt über 1.500 Menschen. Durch die Erschütterungen wurde auch die historische Bausubstanz in Teilen zerstört. Mit den Aufräumarbeiten begann eine neue Phase der Stadtentwicklung, die sich durch einen radikalen Umbau der Innenstadt auszeichnete. Denn nach dem Erdbeben sah Nicolae Ceaușescu die Möglichkeit, die traditionelle urbane Struktur großer innerstädtischer Bereiche fast vollständig mit einem kolossalen politisch-administrativen Zentrum zu ersetzen. An ihre Stelle traten neue Symbole monumentaler Machtdemonstration. Kern und dominierendes Element ist der Parlamentspalast, mit dessen Bau ca. 20.000 Arbeiter beschäftigt waren. Die Stadt erhielt zudem eine funktionierende U-Bahn.
Mitte Dezember 1989 begann in Timișoara der Volksaufstand gegen Nicolae Ceaușescu. Dieser erreichte am 21. Dezember Bukarest, weil das Ceaușescu-Regime eine öffentliche Kundgebung vor das Zentralkomitee der Rumänischen Kommunistischen Partei bestellte, um ihren Rückhalt in der Bevölkerung nach den Unruhen in Timișoara zu präsentieren. Die staatlich organisierte Demonstration schlug jedoch ins Gegenteil um. Securitate-Truppen, Scharfschützen und mit Panzern ausgerüstete Armeeeinheiten richteten innerhalb eines Tages ein Massaker in der empörten Menschenmenge an. Es kam zu Bränden im ehemaligen königlichen Palast und in der Universitätsbibliothek. Einen Tag später, am 22. Dezember 1989, verkündete der staatliche Fernsehsender TVR Rumänien als befreit. Allein in Bukarest gab es rund 500 Tote. Nach dem Aufstand stellte sich heraus, dass in Bukarest einige Bunkersysteme und Tunnel bestehen, manche davon stammen aus dem Mittelalter. Aus dem ehemaligen Gebäude des ZK führt beispielsweise ein Fluchttunnel von der Zone Calea Victorei bis zur U-Bahn Universitate. Zudem hat der Parlamentspalast einen großen Bunker mit verschiedenen Ausgängen. Ein Jahr später kam es auf dem Universitätsplatz erneut zu Protesten, die sich gegen die Wahl von Ion Iliescu zum rumänischen Staatspräsidenten richteten. Die Demonstrationen wurden jedoch von den herbeigerufenen Bergarbeitern aus dem Jiu-Tal gewaltsam aufgelöst („Mineriaden“).
Am 30./31. Mai 1990 erschütterten erneut zwei Erdbeben der Stärke 6,7 bzw. 6,0 die Stadt. 1995 wurde Bukarest ständiger Sitz der SECI. Am Ende der 1990er Jahre besuchte Papst Johannes Paul II. bei seinem Rumänienbesuch die rumänische Hauptstadt. Bei einem Fest der Versöhnung zwischen der orthodoxen und katholischen Kirche überreichte der Papst dem Patriarchen Teoctist I. auf der zentralen Bukarester Piața Unirii am 14. Mai 1999 symbolisch eine namhafte Spende für den Bau der größten orthodoxen Kathedrale an der Piața Unirii.
Die intensive Bautätigkeit in der historischen Altstadt seit der Jahrtausendwende geschieht zum Teil auf Kosten der historischen Bausubstanz. Ein Symbol für diesen Konflikt ist für viele das Bürohochhaus Cathedral Plaza.
2006 fand in Bukarest der 11. Gipfel der Internationalen Organisation der Frankophonie statt. Im Jahr des rumänischen EU-Beitritts starb der fünfte Patriarch Teoctist I. Vier Tage nach seinem Tod erfolgte am 3. August 2007 seine Beisetzung in der Patriarchenkirche. In der Zeit vom 2. April bis 4. April 2008 war die Stadt Gastgeber des XX. NATO-Gipfels.
Ende Oktober 2015 ereignete sich eine Brandkatastrophe in Bukarest. Dabei wurden 64 Menschen getötet und 147 teilweise schwer verletzt. Die Regierung ordnete daraufhin eine dreitägige Staatstrauer an. Am 12. März 2016 wurde der Frühlingspalast erstmals allgemein zur Besichtigung geöffnet, „damit das Volk seinen Frieden mit der Geschichte machen kann“, so die Ministerin für den Dialog mit der Zivilgesellschaft, Violeta Alexandru. Der Palast mit Garten wurde 1964/65 nach den Vorstellungen Nicolae Ceausescus errichtet, der von 1965 bis 1989 regierte und die Luxusresidenz mit 80 Zimmern, Kino, Pool und Bunker ebenso lange mit Frau und drei Kindern bewohnte. Nach dem Umsturz diente der Palast zur Beherbergung von Staatsgästen.

## Bevölkerung

### Einwohnerentwicklung
Die Einwohnerzahl der Stadt stieg seit 1778 bis zum Jahr 1992 kontinuierlich an. Bukarest zog schon immer zahlreiche Arbeitssuchende an, was zu einem raschen Bevölkerungszuwachs in der Stadt führte. Besonders die planwirtschaftliche Entwicklung der Ceaușescu-Ära führte zu einem starken Bevölkerungszuwachs, was die Errichtung neuer Stadtteile erforderte. Eine Abwanderung begann in der ersten Hälfte der 1990er-Jahre. Viele der in den 1980er-Jahren zugewanderten Arbeiter, die im folgenden Jahrzehnt arbeitslos wurden, gingen zurück in ihre Herkunftsorte. Seit etwa 1995 zogen zudem viele (vor allem wohlhabende) Bukarester ins ländliche Umfeld der Stadt.
Bukarest hat 1,7 Millionen Einwohner und ist damit die mit Abstand bevölkerungsreichste Stadt Rumäniens. In Bukarest leben rund die Hälfte der rumänischen Straßenkinder. Sie sind am Bahnhof București Nord oder Stationen wie Piața Victoriei nicht zu übersehen, jedoch ist in den letzten Jahren ein deutlicher Rückgang zu verzeichnen.
| Jahr | Einwohner |
| ---- | --------- |
| 1798 | 30.030    |
| 1831 | 60.587    |
| 1877 | 178.000   |
| 1900 | 282.000   |

| Jahr | Einwohner |
| ---- | --------- |
| 1930 | 633.355   |
| 1948 | 1.025.000 |
| 1956 | 1.237.000 |
| 1966 | 1.367.000 |

| Jahr | Einwohner |
| ---- | --------- |
| 1977 | 1.807.000 |
| 1992 | 2.067.000 |
| 1998 | 2.029.000 |
| 2002 | 1.926.000 |

| Jahr | Einwohner |
| ---- | --------- |
| 2007 | 1.931.838 |
| 2009 | 1.944.367 |
| 2011 | 1.883.425 |
| 2021 | 1.716.961 |

Die ethnische Bevölkerungsstruktur in der Stadt ist ausgesprochen homogen. Nach offiziellen Statistiken (2002) sind 97 % ethnische Rumänen. Die zweitgrößte Gruppe sind die Roma mit 1,4 % (= 27.322 Personen). Die Bevölkerungsanteile der nächstfolgenden größeren Gruppen, wie 0,3 % Ungarn sowie je 0,1 % Rumäniendeutsche, Juden, Griechen, Russen und Lipowaner, Türken und Chinesen, sind nur gering. Weitere insgesamt 0,4 % gehören anderen Ethnien (vor allem Bulgaren, Armenier, Albaner, Italiener, Ukrainer und Polen) an. Das durchschnittliche jährliche Bevölkerungswachstum beträgt −0,7 %. 11,6 % der Bevölkerung sind unter 15 Jahre alt, 5,9 % sind über 75 Jahre.

### Religionen

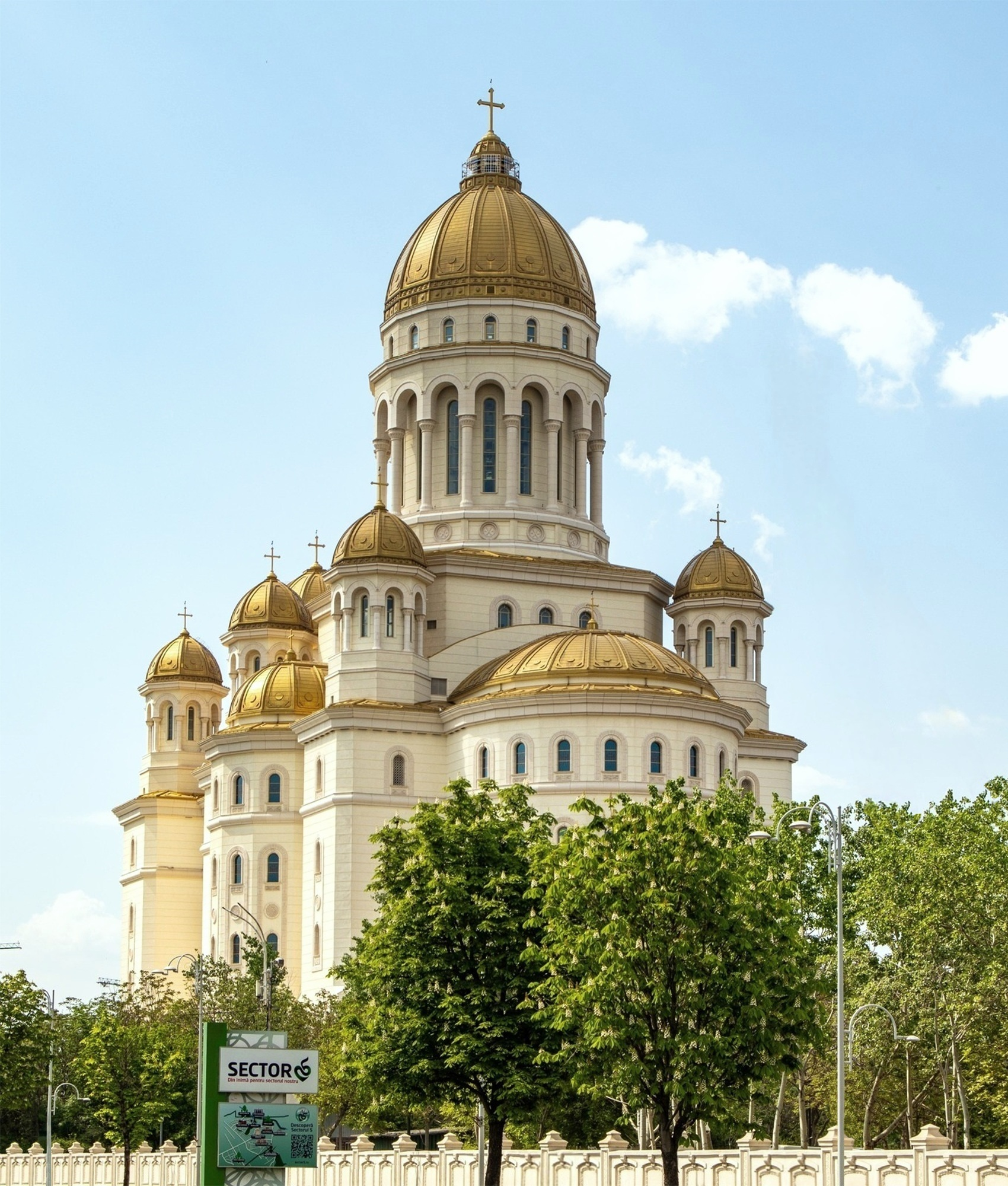
Nationalkathedrale Bukarest

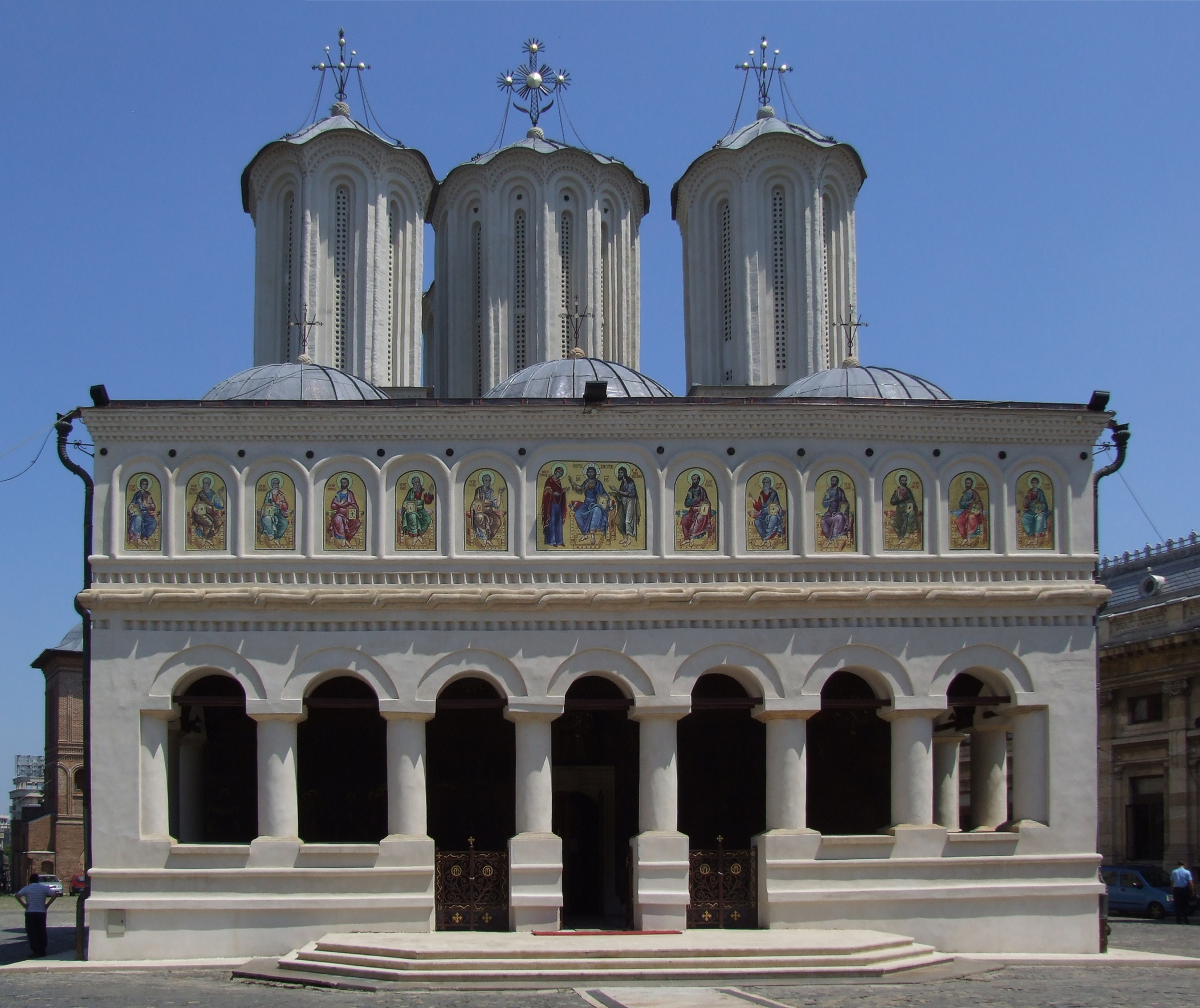
Patriarchalkathedrale

Das Stadtbild wird durch rumänisch-orthodoxe Sakralbauten geprägt. 1885 gab es bereits 124 Kirchen in der Stadt, inzwischen befinden sich in Bukarest noch rund 100 Kirchen. Zu den bekanntesten gehören die Kirche Curtea Veche (1545–1554), die Patriarchenkirche (1654–1658), die Stavropoleoskirche (1724), die Domnița-Bălașa-Kirche (1751), die römisch-katholische Kathedrale Sankt Josef (1883) und die griechisch-katholische Basilius-Kathedrale (1909).
Im Jahr 2002 bekannten sich 96,05 Prozent der Bukarester Einwohner zur Rumänisch-Orthodoxen Kirche. Die größte Kirche Rumäniens untersteht in Bukarest S.S. Daniel Ciobotea, der als sechster Patriarch seit 2007 im Amt ist.
Römisch-katholischen Glaubens waren im selben Jahr 1,21 Prozent der Einwohner. Das Erzbistum Bukarest entstand am 27. April 1883 durch die Erhebung des Apostolischen Vikariates der Walachei zum Erzbistum. Am 5. Juni 1930 wurde der Erzbischof von Bukarest, infolge der Unterzeichnung des Konkordates zwischen dem rumänischen Staat und dem Heiligen Stuhl, zum Primas von Rumänien erhoben.
Die Evangelisch-Lutherische Kirche in Rumänien wurde 1921 als „Synodal-Presbyteriale Evangelisch-Lutherische Kirche“ gegründet und trug bis zum Jahr 2001 die Bezeichnung „Evangelische Synodal-Presbyterianische Kirche A.B. in Rumänien“.
In Bukarest gibt es die weltweit einzige rumänischsprachige lutherische Gemeinde mit etwa 70 Mitgliedern, die unter anderem auf den Judenchristen Richard Wurmbrand zurückzuführen ist.
Zum muslimischen Glauben bekannten sich im Jahr 2002 0,49 Prozent der Bukarester Bevölkerung. Ihnen steht die Carol-Hunchiar-Moschee zur Verfügung. 0,39 Prozent der Einwohner waren rumänischen griechisch-katholischen Glaubens. Die Juden stellen mit rund 4.000 Mitgliedern eine der größten ethnischen Gemeinschaften in Bukarest dar. Seit 1990 wird diese nationale Minderheit im kulturellen und politischen Bereich durch die Föderation der jüdischen Gemeinschaften in Rumänien, mit Sitz in Bukarest, vertreten. Der Jüdische Friedhof in der rumänischen Hauptstadt umfasst 35.000 Gräber.

## Politik

### Politik und Verwaltung
Bukarest besitzt zwei Verwaltungsebenen. Für die gesamte Stadt ist die dem Oberbürgermeister unterstellte Stadtverwaltung (Primăria Generală) zuständig. Ihre Kompetenzen betreffen unter anderem Wasserversorgung, öffentlichen Verkehr und Hauptstraßen.
Die Bürgermeister bzw. Verwaltungen in den sechs Sektoren Bukarests sind unter anderem für zweitrangige Straßen, Schulen und Müllentsorgung zuständig.
Bei den Kommunalwahlen von 2016, 2020 und 2024 ergab sich für den Stadtrat folgende Sitzverteilung:
| Partei                                                                                  | Mandate 2016 | Mandate 2020   | Mandate 2024         |
| --------------------------------------------------------------------------------------- | ------------ | -------------- | -------------------- |
| ADU (Vereite Rechte Allianz; USR + PMP + FD)                                            | —            | —              | 17                   |
| PSD (Sozialdemokratische Partei) + UNPR (Nationale Union für den Fortschritt Rumäniens) | 24           | 21 (ohne UNPR) | 16 (ohne UNPR)       |
| USR PLUS (Union Rettet Rumänien + Partei der Freiheit, Einheit und Solidarität)         | —            | 17             | USR und Teil der ADU |
| USB (Union Rettet Bukarest)                                                             | 15           | —              | —                    |
| PNL (Nationalliberale Partei)                                                           | 08           | 12             | 7                    |
| PUSL (Sozialliberale Humanistische Partei)                                              | —            | —              | 6                    |
| AUR (Allianz für die Vereinigung der Rumänen)                                           | —            | —              | 5                    |
| REPER (Wir erneuern Rumäniens europäisches Projekt)                                     | —            | —              | 4                    |
| PMP (Partei der Volksbewegung)                                                          | 04           | 5              | Teil der ADU         |
| ALDE (Allianz der Liberalen und Demokraten)                                             | 04           | —              | —                    |
| Gesamt                                                                                  | 55           | 55             | 55                   |

Von den insgesamt sechs Bürgermeisterämtern in den Bukarester Sektoren werden alle von der PSD gestellt.
Die Bürgermeister werden alle vier Jahre direkt gewählt. 2016 wurde Gabriela Firea (PSD) mit 42,97 % der Stimmen zur Oberbürgermeisterin gewählt. 2020 erhielt sie nur noch 37,97 % der Stimmen und wurde von Nicușor Dan (parteilos) im Oberbürgermeisteramt abgelöst, der mit den Stimmen der PNL und der USR PLUS 42,81 % der Stimmen erhielt.

### Wappen
Das Stadtwappen von Bukarest wurde im 19. Jahrhundert unter Alexandru Ioan Cuza entworfen und bis zur heutigen Zeit mehrfach geändert. 1868 bestand das Wappen aus einer Mauerkrone mit sieben Türmen, einem Wappenschild mit dem Heiligen und heutigen Stadtpatron Sfântul Dimitrie cel Nou, nicht zu verwechseln mit Sfântul Dimitrie (Demetrios von Thessaloniki), sowie der Inschrift: PATRIA ȘI DREPTUL MEU (rumänisch für: „Das Vaterland und mein Recht“). Das Wappen wurde unter Nicolae Ceaușescu in der Zeit von 1970 bis 1989 gegen ein anderes Wappen ausgetauscht.

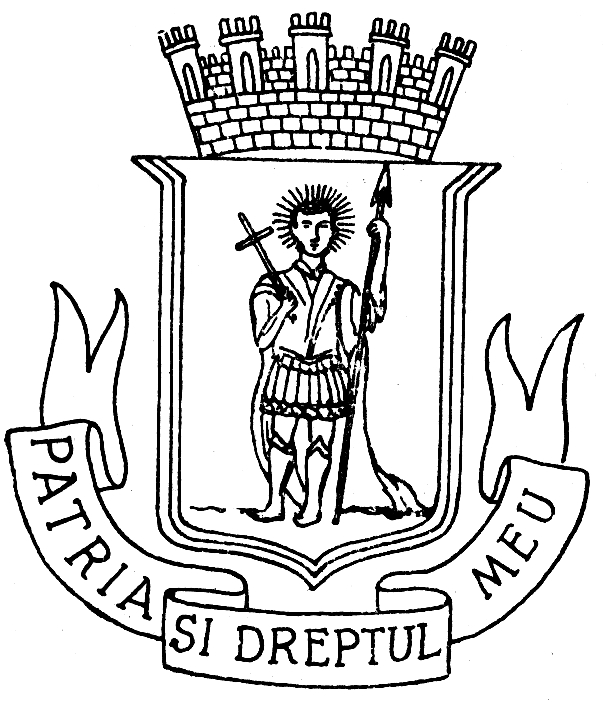
Wappen 1868
Wappen 1970–1989
Aktuelles Wappen

Das seit 1994 gültige Stadtwappen übernahm die Mauerkrone mit sieben Türmen, den Wappenschild mit dem Heiligen Dimitrie Basarabov sowie der genannten Inschrift. Hinzu kamen die Staatsflagge mit der gleichen Inschrift, ein goldener Adler mit blauer Krone, Schwert und lateinischem Kreuz sowie ein Adler mit einem lateinischen Kreuz im Schnabel, der auf der Mauerkrone thront.

### Städtepartnerschaften
Bukarest unterhält Partnerschaften mit folgenden Städten:
- Amman (Jordanien), seit 1999
- Ankara (Türkei)
- Athen (Griechenland), seit 1993
- Atlanta (USA), seit 1994
- Bethlehem (Palästinensische Autonomiegebiete), seit 1996[60]
- Beijing (Volksrepublik China), seit 2005
- Budapest (Ungarn), seit 1997
- Chișinău (Moldau)

## Kultur und Sehenswürdigkeiten

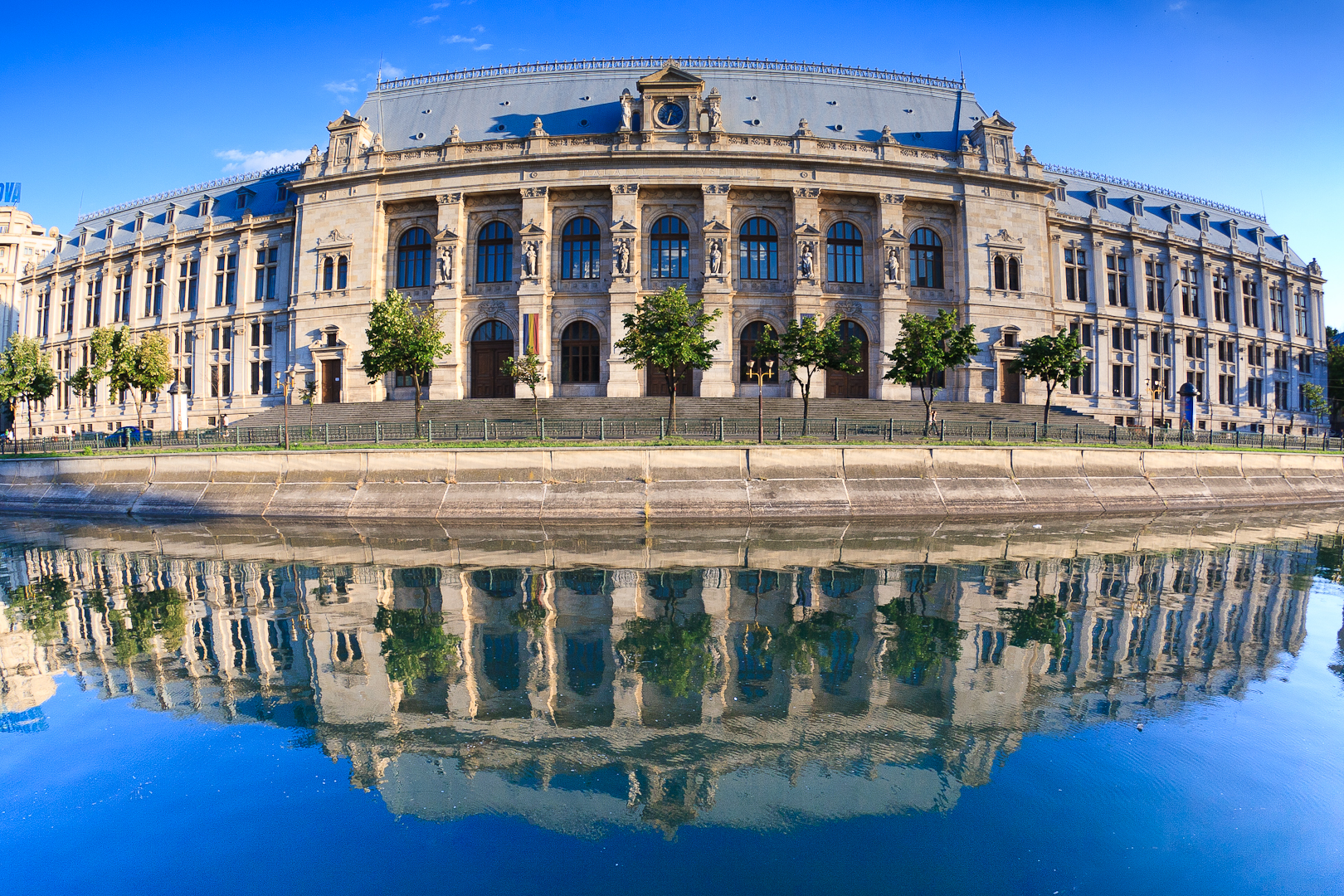
Blick auf den Justizpalast

### Stadtbild
Das Stadtbild von Bukarest ist geprägt von einer vielfältigen Architektur mit einem bunten Stilgemisch auf engem Raum. Nach dem türkischen Sultanat wandte sich die Architektur westlichen Bauarten zu. Vorbilder waren Paris und die österreichische Monarchie. Neben Palästen im französischen eklektisch-akademischen Stil des ausgehenden 19. Jahrhunderts stehen Villen im neurumänischen Brâncoveanu-Stil des beginnenden 20. Jahrhunderts, der orientalische und italienische Baumotive in sich vereinigt. Kleine ländliche Häuschen ducken sich zwischen Blöcken im Bauhaus-Stil der 1930er-Jahre und typischen sozialistischen Plattenbauten aus den 1960er- und 1970er-Jahren. Hinzu kommt der Zuckerbäckerstil aus den letzten Amtsjahren Nicolae Ceaușescus.

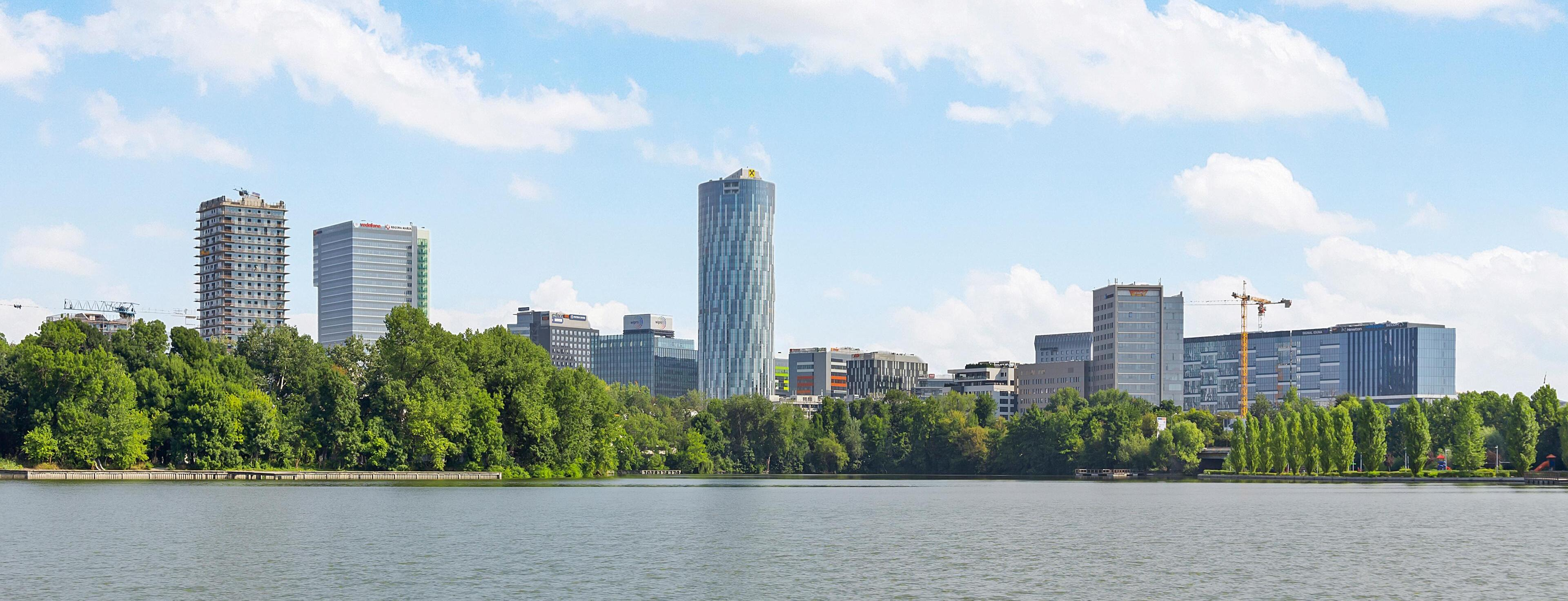
Das Geschäftsviertel Floreasca, vom Herăstrău-See aus gesehen

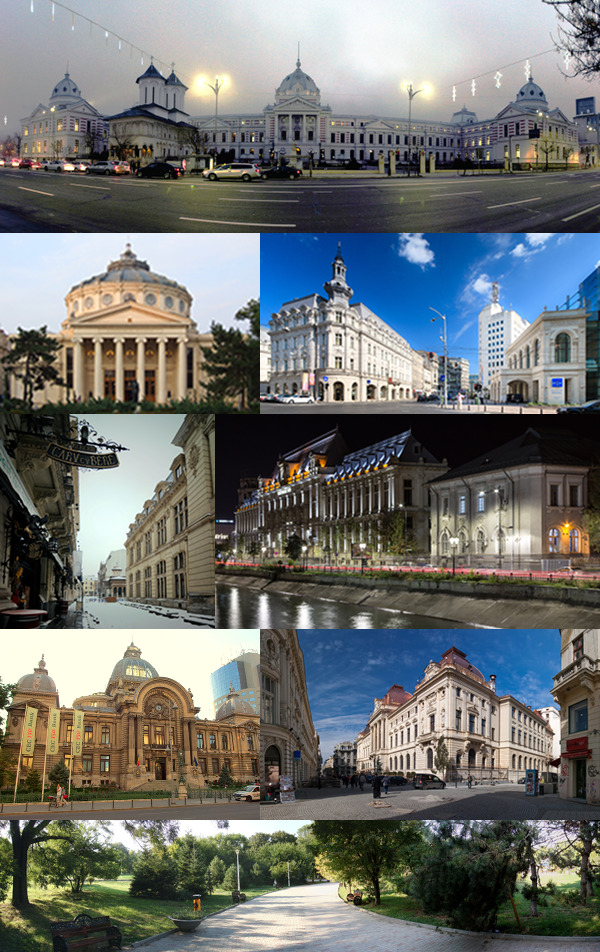
Collage von Bukarest (2018)

Zentrum dieses neuen und noch immer nicht fertiggestellten Stadtteils ist das ehemalige „Haus des Volkes“, von den Bukarestern damals als „Haus des Sieges über das Volk“ bezeichnet. In dieser gigantischen Stufenpyramide befinden sich das rumänische Parlament, Tagungszentren und ein Museum. Nebenan wird die größte orthodoxe Kathedrale Rumäniens, die Nationalkathedrale Bukarest, auch „Kathedrale der Erlösung des Volkes“, voraussichtlich Ende 2025 eingeweiht.
Die Altstadt liegt zwischen dem Platz der Vereinigung (Piața Unirii), dem Cișmigiu-Park, der Nationaloper und dem Platz der Revolution. Ein Fünftel der Altstadt wurde abgerissen, um Platz für das neue sozialistische Zentrum, das Centrul Civic, zu schaffen. Kilometerlange Boulevards (vor allem der Boulevard Unirii, der um 60 Meter länger als die Avenue des Champs-Élysées ist), gesäumt von neostalinistischen Wohnblöcken für die Nomenklatura, sowie verzierte Springbrunnenanlagen prägen hier das Bild.
Vier Fünftel der Altstadt blieben allerdings unangetastet. In Bukarest gibt es, von wenigen großen Achsen abgesehen, an denen die Adligen früher ihre Paläste und Repräsentationsbauten errichteten, auch gewachsene Viertel mit krummen Straßen, kleinen, alten (teilweise auch verfallenden) Häusern und viel Grün.
Im Jahr 2007 waren Einfamilienhäuser die dominierende Wohnform in Bukarest. Von den insgesamt 115.000 Wohngebäuden entfallen rund drei Viertel auf Einfamilienhäuser. Wohnblöcke machen rund 12 % aus. 2007 gab es rund 785.700 Wohnungen in Bukarest. Schätzungen gehen davon aus, dass rund 10 % der Wohnungen leer stehen. Ein Großteil der Gebäude in Bukarest ist in einem schlechten baulichen Zustand.

### Bauwerke
Der heutige Arcul de Triumf (Triumphbogen) wurde nach dem Ersten Weltkrieg errichtet. Am Ende der Kiseleff-Avenue errichtete man 1878, nach Erlangung der Selbständigkeit des Landes, zunächst ein provisorisches Monument. Dieses Bauwerk wurde 1922 durch ein größeres, aber immer noch vorübergehendes aus Holz und Stuck ersetzt – woraufhin der berühmte rumänische Musiker und Komponist George Enescu einen spöttischen Brief an den Bürgermeister mit der Frage schrieb, wann denn die Hauptstadt einmal einen echten Triumphbogen erhalten werde. Besagter „dauerhafter“ Triumphbogen wurde dann 1935 bis 1936 von Petre Antonescu zu einem riesigen Bauwerk nach klassisch-römischer Art vollendet und zum Nationalfeiertag am 1. Dezember 1936 eingeweiht – ein Beispiel dafür, dass jahrzehntelange bombastische Provisorien in Bukarest durchaus Tradition haben. Der Arcul de Triumf ist mit zahlreichen Eintragungen und bemerkenswerten Reliefs verziert. Bekannte Bildhauer wie Frederic Storck, Ion Jalea und Cornel Medrea und haben zur Fertigung dieses Denkmals beigetragen. Wie in Paris strömt auch hier der Verkehr von einer Reihe großer Straßen sternförmig auf den mächtigen Bogen zu.

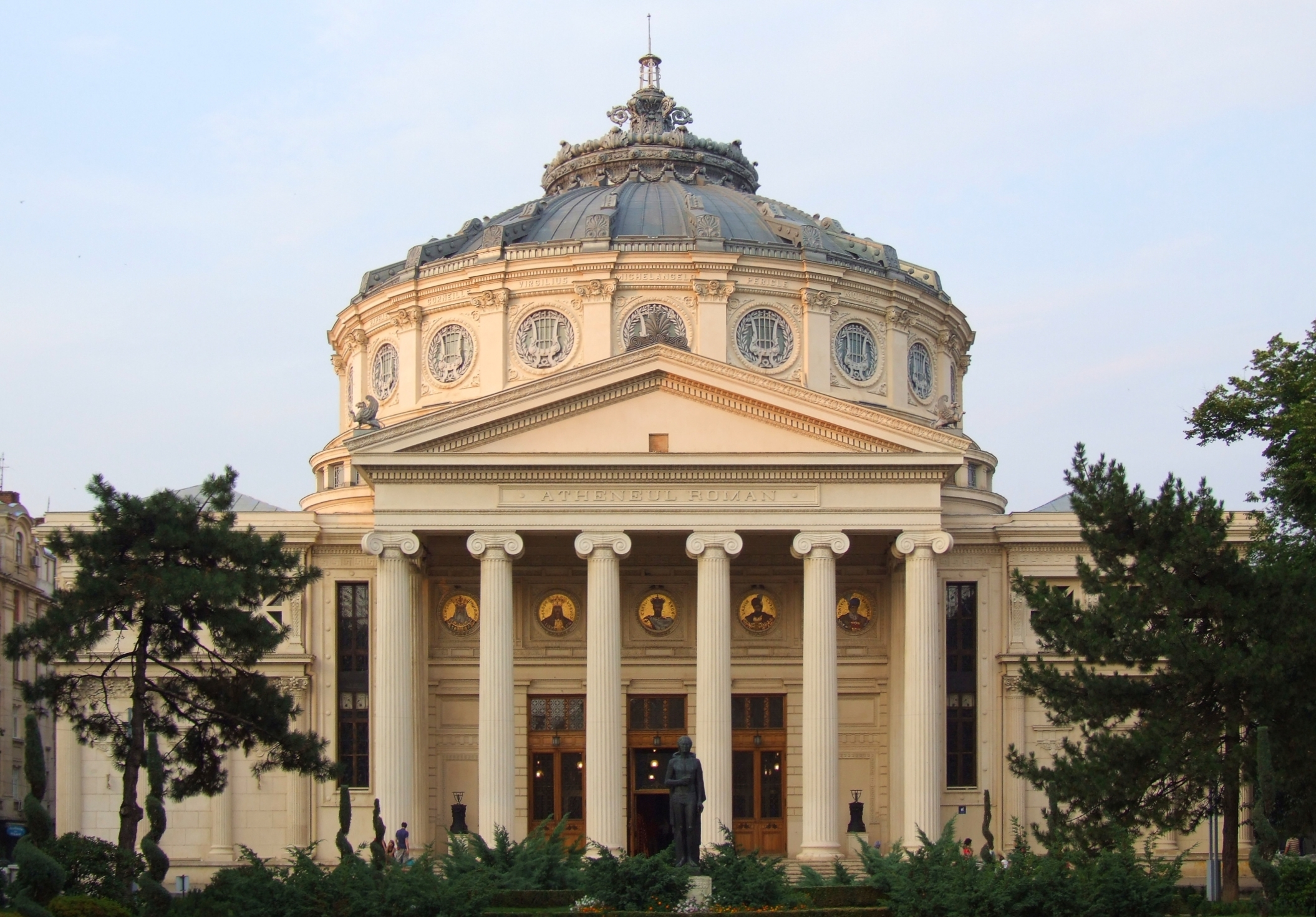
Athenäum

Das Rumänische Athenäum erbaute man in den Jahren 1885 bis 1888 nach den Plänen des Architekten Albert Galleron. In dem kuppelgedeckten Rundbau befindet sich das Konzerthaus, das inzwischen Sitz der Staatsphilharmonie George Enescu ist. Der Konzertsaal verfügt über 652 Sitzplätze. Das Fresko auf der Innenseite des Tambours der Kuppel stammt von Costin Petrescu und schildert Höhepunkte der rumänischen Geschichte ab der Römerzeit. Zwischen den Säulen des Portikus befinden sich auf nachträglich hinzugefügten runden Goldmosaiken Porträts bedeutender Fürsten der Geschichte. Vor dem Portal befindet sich eine Bronzestatue von Mihai Eminescu (Rumäniens Dichterfürst).
Das Bukarester Königsschloss (Palatul Regal) hat einen U-förmigen Grundriss. Das Gebäude wurde von 1927 bis 1937 nach Plänen von Nicolae Nenciulescu im neuklassizistischen Stil errichtet. Der rumänische König Michael I. wohnte hier bis 1947. Seit 1950 ist in einem Teil des Gebäudes das
Nationale Kunstmuseum von Rumänien (Muzeul Național de Artă al României) untergebracht. Im anderen Teil der monumentalen Schlossanlage bezogen nach 1947 die kommunistischen Herrscher Rumäniens Quartier. Am 22. Dezember 1989, um 11:30 Uhr, versuchte Ceaușescu von einem Balkon des riesigen Komplexes, an dem damals das ZK-Gebäude lag, ein letztes Mal zu den vor dem ZK-Gebäude versammelten Menschen zu sprechen. Die Ceaușescus mussten kurz danach vom Dach des Gebäudes aus per Hubschrauber flüchten. Die Szene wurde durch Fernsehübertragungen weltbekannt.

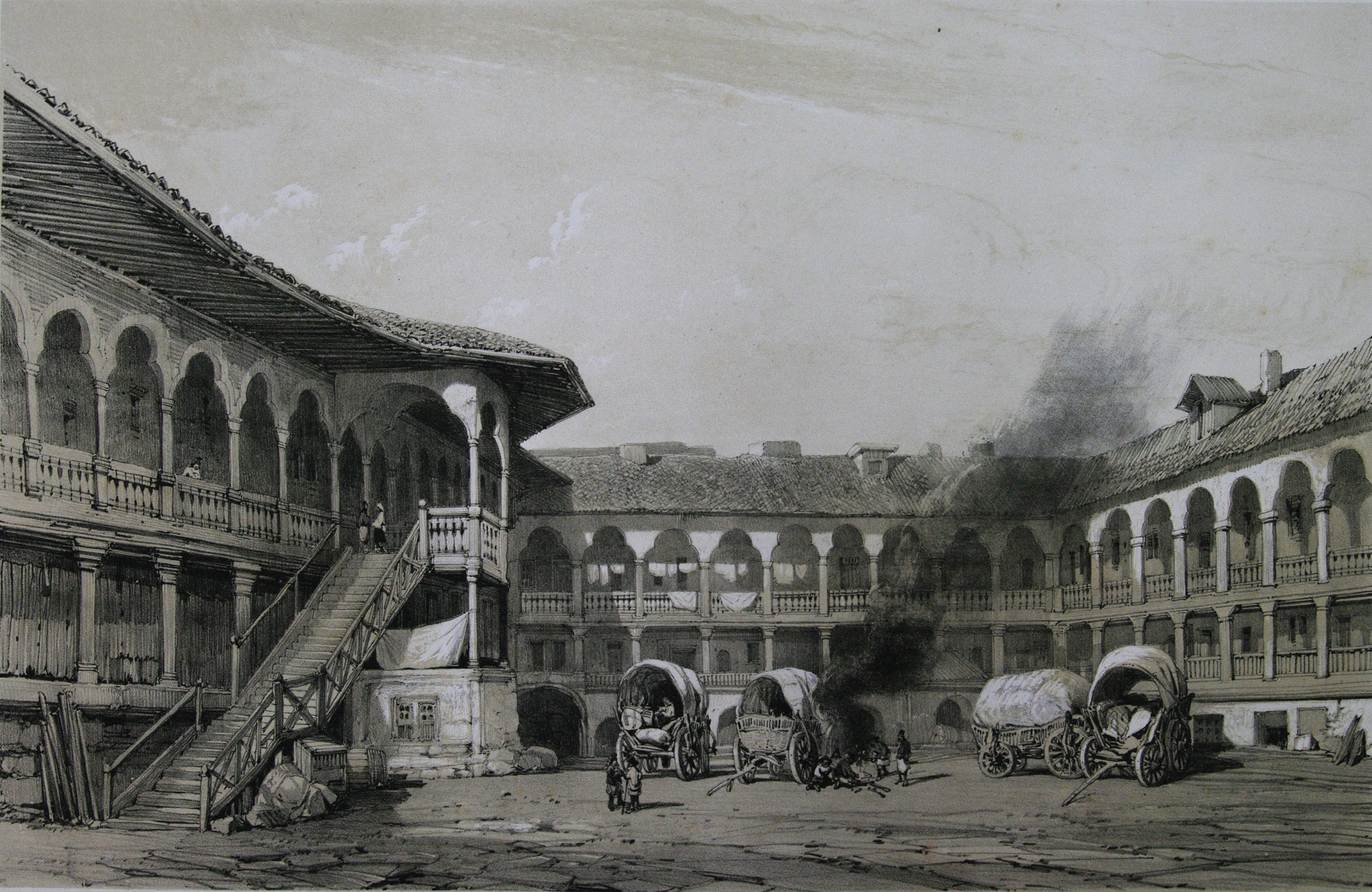
Hanul lui Manuc 1841

Der Victoria-Palast am Siegesplatz, seit 1990 Regierungssitz, wurde 1937–1944 erbaut. In kommunistischer Zeit beherbergte er den Ministerrat und das Außenministerium.
In der Seitenstraße Strada Iuliu Maniu stößt man auf die Überreste des ersten Bukarester Fürstenhofs Curtea Veche (Alter Hof) aus dem 15. und 16. Jahrhundert. Im 17. Jahrhundert erreichte der Fürstenhof eine Fläche von 25.000 Quadratmetern. Curtea Veche wurde später von Bränden und Erdbeben zerstört. Die im Jahr 1958 entdeckten Überreste bestehen aus ein paar Ruinen und der gut vierhundertjährigen Dreikonchenanlage Alte Hofkirche (Biserica Curtea Veche). Beeindruckend an dieser Anlage ist auch die Blatt- und Blütenornamentik des später hinzugefügten Brâncoveanu-Portals.
Das Hanul lui Manuc ist eine gut erhaltene mittelalterliche Schänke. Das heutige Hotel und Restaurant ist die einzige in der Stadt erhalten gebliebene ehemalige Karawanserei aus dem Beginn des 19. Jahrhunderts. Das Gebäude wurde 1808 von dem armenischen Kaufmann und Politiker Manuc Bei auf einem 1798 ersteigerten Baugrund errichtet, der zuvor dem früheren Fürstenhof gehörte. In der Schänke wurde 1812 der Vertrag von Bukarest zwischen Russland und der Türkei unterzeichnet. 1880 entstand in der Herberge ein Saal, in dem nachfolgend zahlreiche Arbeiterversammlungen stattfanden.
Der Parlamentspalast (rumänisch Palatul Parlamentului), auch bekannt als Haus des Volkes (rumänisch Casa Poporului), ist eines der größten Gebäude der Welt. Seine Grundfläche beträgt 65.000, die überbaute Fläche 265.000 Quadratmeter. Der größte Saal des Gebäudes ist 16 Meter hoch und 2200 Quadratmeter groß. Er befindet sich an der Mündung der dreieinhalb Kilometer langen Hauptmagistrale der Bukarester Innenstadt, dem Bulevardul Unirii. Am Bulevardul Unirii Nummer 22 befindet sich die Rumänische Nationalbibliothek (rumänisch Biblioteca Națională a României), die größte Bibliothek Rumäniens.
Zu den sehenswerten Kirchengebäuden gehören die Patriarchalkathedrale (Catedrala Patriarhală), der Patriarchenpalast, die Stavropoleos-Kirche, die Verkündigungskirche (Curtea Veche), die Kretzulescu-Kirche und die römisch-katholische St.-Josefs-Kathedrale. Seit 2010 entsteht neben dem Parlamentspalast die neue Kathedrale der Erlösung des Volkes, eine der größten orthodoxen Kirchen weltweit.
Weitere sehenswerte Bauwerke sind der Cretzulescu-Palast, der Justizpalast, Schloss Mogoșoaia, Schloss Cotroceni und das Denkmal der Luftheroen.
Die București Mall besteht seit 1999.

### Museen, Galerien

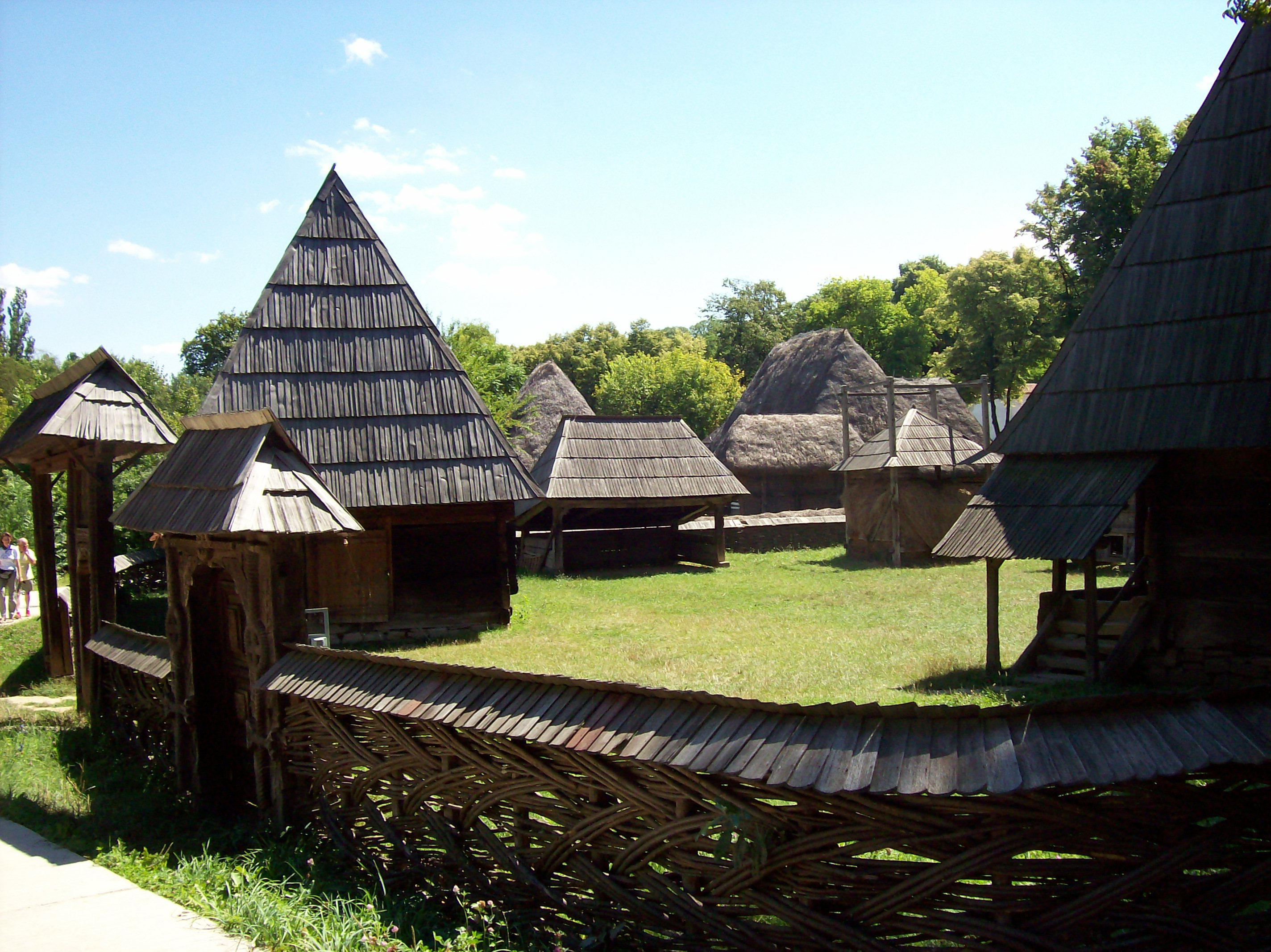
Muzeul Satului • Dorfmuseum

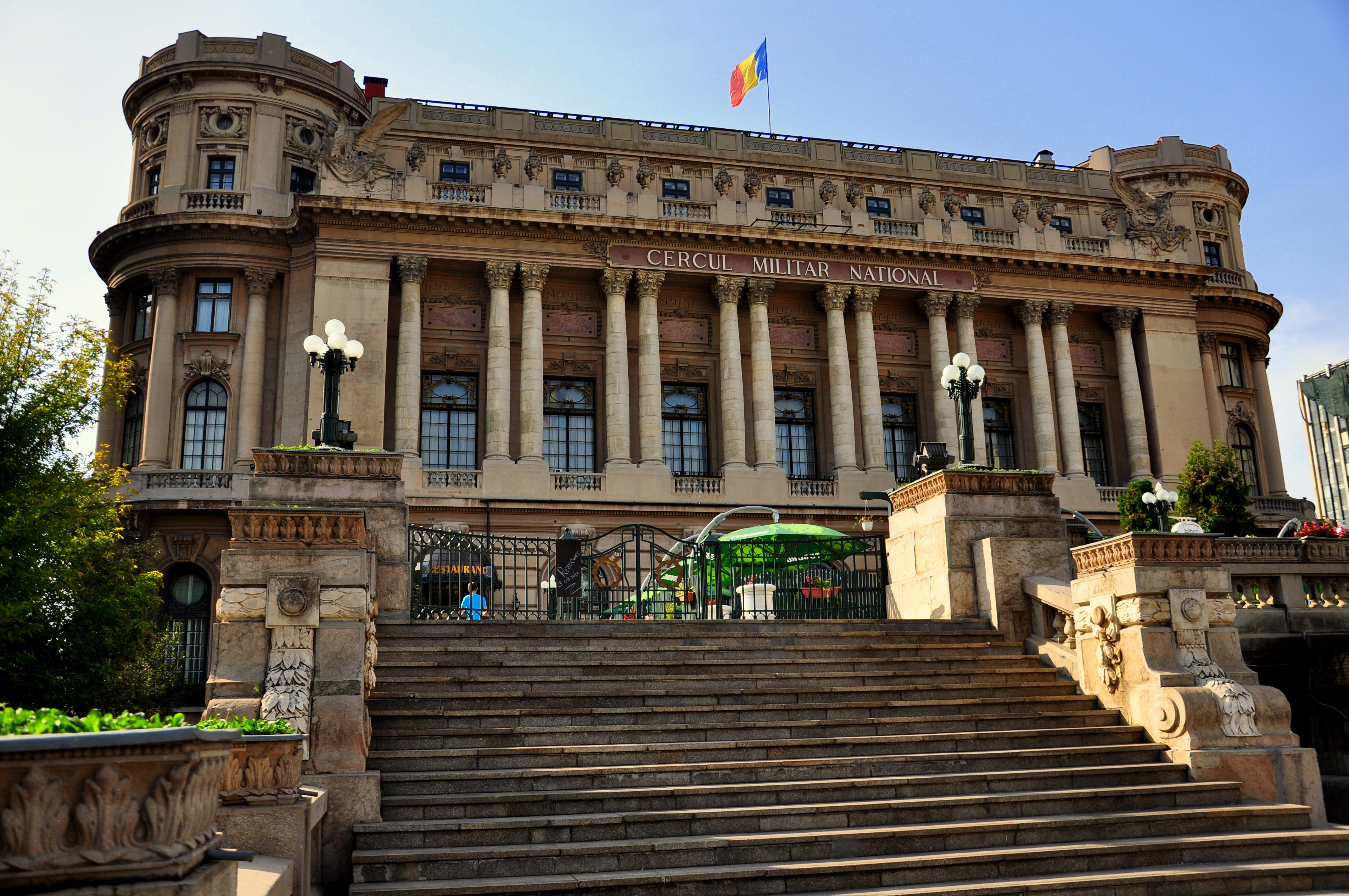
Cercul Militar National • Offizierskasino

Muzeul Național de Artă al României • Nationales Kunstmuseum

Anfang des 19. Jahrhunderts gab es die ersten Museumsgründungen in der Stadt. Bukarest besaß bereits in den 1970er Jahren 39 Museen und Sammlungen. Seit 2005 veranstaltet die Stadt eine Kunstbiennale, die Bucharest Biennale.
Das naturgeschichtliche Museum Grigore Antipa ist das größte derartige Museum in Rumänien. 1834 gegründet, verfügte es in den 1970er Jahren über nahezu 300.000 Exponate. Mit 82.000 Exemplaren hat das Museum eine der wichtigsten und reichhaltigsten Schmetterlingssammlungen weltweit. Aktuell besitzt das Museum mehr als 2 Millionen Exponate.
Im Jahr 1951 wurde die Europäische Galerie eröffnet. In den 15 Museumssälen findet man Skulpturen und Gemälde von berühmten rumänischen und ausländischen Künstlern wie Tizian, Rembrandt, Veneziano, Tintoretto, Zurbaran, El Greco, Renoir, Monet, Pissarro, Breughel, Delacroix, Sisley und Rubens.
Das Muzeul Național de Artă al României (Nationales Kunstmuseum von Rumänien) befindet sich im ehemaligen königlichen Palast (Palatul Regal), der 1937 fertiggestellt wurde. 1948, nach der Abschaffung der Monarchie, wurde der Palast zum Sitz des Nationalen Kunstmuseums. Zwei Jahre später wurde das Museum eröffnet. Es beherbergt die Nationale Galerie mit über 70.000 Exponaten. Die Sammlung zeigt rumänische Malerei von Nicolae Grigorescu bis Camil Ressu, Meisterwerke italienischer, niederländischer, spanischer und russischer Künstler sowie spätbyzantinische Ikonen und Plastiken der Moderne.
Sammlungen und Ausstellungen von der Urgeschichte bis zum 20. Jahrhundert findet man im Nationalmuseum für die Landesgeschichte Rumäniens. Berühmt ist unter anderem die umfangreiche Schatzkammer mit kostbaren Objekten aus allen Epochen. Das Museum befindet sich im Gebäude des ehemaligen Postpalastes.
Das Zambaccian-Museum (rumänisch: Muzeul Zambaccian) in Bukarest ist ein Museum im ehemaligen Wohnhaus Krikor Zambaccians (1889–1962), eines armenischen Geschäftsmannes und Kunstsammlers. Hier sind das einzige Cézanne-Gemälde in Rumänien sowie eine bedeutende Sammlung rumänischer Maler zu sehen.
In der Calea Victoriei befindet sich das Museum George Enescu. Das Museum ist in dem zwischen Jahren 1901–03 errichteten, französisch inspirierten Jugendstilpalais des Großgrundbesitzers, Premierministers und Chefs der Konservativen Partei Gheorghe Grigore Cantacuzino untergebracht. Das Palais war später kurzzeitig Wohnhaus des rumänischen Komponisten Enescu.
Das Nationale Museum für Gegenwartskunst (MNAC, Muzeul National de Arte Contemporanea) befindet sich in einem Teil des Parlamentspalastes.
Beim Bahnhof Bukarest Nord (Gleis 14) betreiben die Rumänischen Staatsbahnen ein kleines Eisenbahnmuseum (Muzeul C.F.R.) mit einer Modelleisenbahnanlage H0.
Außerhalb des Zentrums liegt das Dorfmuseum (Muzeul satului). Es unterhält unzählige, gut erhaltene Häuser unterschiedlicher Epochen. Hier findet man seit der Eröffnung im Jahr 1936 jahrhundertealte Bauernhäuser und Holzkirchen aus ganz Rumänien sowie mehr als 50 Haushalte, Werkstätten und Mühlen.
Weitere bekannte Bukarester Museen sind das Museum Cercul Militar Național, das Museum Gheorghe Tattarascu, das Museum Theodor Pallady sowie das Jüdische Museum (zentrumsnah in der ehemaligen Schneider-Synagoge).

### Parks
Bukarest besitzt neben einer Reihe von Seen am Rande des Stadtgebietes auch einige Parkanlagen. Der älteste Park Bukarests ist der rund 17 Hektar große Cișmigiu-Park (amtlich: Grădina Cișmigiu, also Cișmigiu-Garten). Erste Arbeiten in dem Parkgelände begannen im Jahr 1798. Sie dauerten mehrere Jahrzehnte. Der Wiener Gartenarchitekt Meyer wurde 1849 mit dem Anlegen eines erweiterten Parks betraut. 1910 bekam der Park sein endgültiges Aussehen durch den Architekten Friedrich Rebhuhn. Cișmigiu verfügt über einen französischen Garten, das „Gebiet der Schriftsteller“, das „römische Gebiet“, einen Rosengarten und drei Seen.
Der im Norden gelegene Parcul Regele Mihai I al României (lange Herăstrău-Park) ist das größte Vergnügungsgebiet in Bukarest, mit einer Fläche von 187 Hektar. Mit gut gepflegten Alleen und Blumenbeeten, mit Statuen, Säulen, Brücken und Tausenden von Weiden hat der Park eine überwältigende Wirkung durch seine Größe.

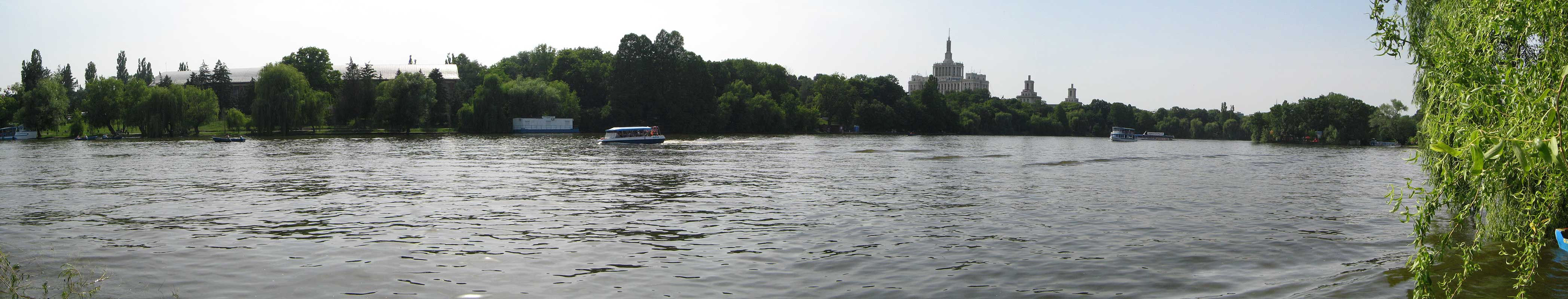
Parcul Regele Mihai I al României

Am Südende des etwas außerhalb im Norden Bukarests gelegenen Bǎneasa-Waldes liegt der fast 6 ha große Zoologische Garten Bukarests, der 1955 eröffnet wurde.
Insgesamt ist jedoch durch Baumaßnahmen der Grünflächenanteil in Bukarest von 1989 bis 2008 um 50 % zurückgegangen.

### Theater

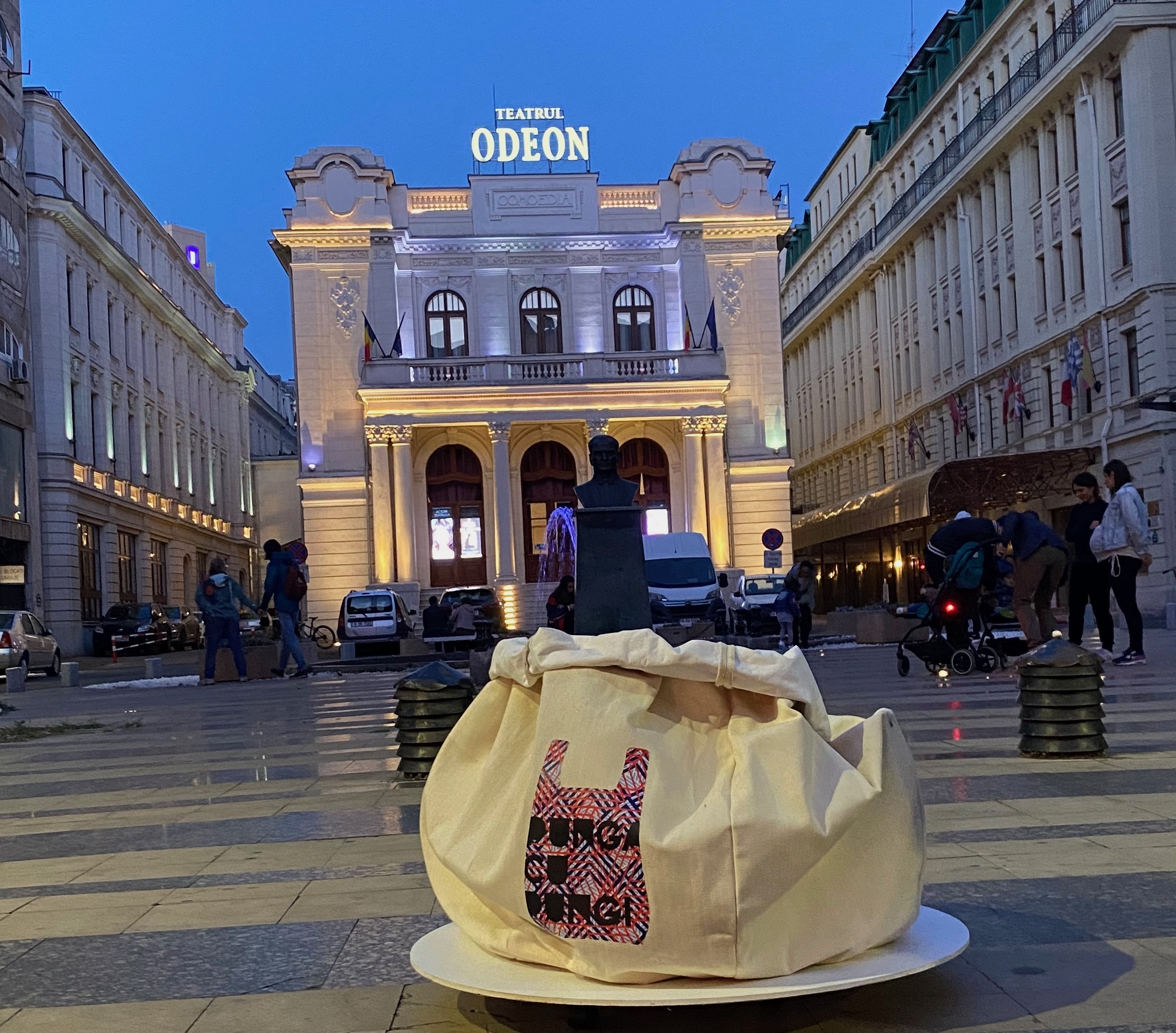
Odeon-Theater zur Aktion von Climate of Change

In Bukarest gibt es 19 Theater, eine Operette und mit der Opera Națională București die größte der vier rumänischen Nationalopern. Das Nationaltheater wurde 1852 eröffnet. Seit 1973 ist das Theater in einem modernen Gebäude mit einer Fläche von 10.000 Quadratmetern am Nicolae-Bălcescu-Boulevard untergebracht.
Die Nationaloper Bukarest wurde 1919 gegründet. Sie ist seit 1953 in einem neuen Gebäude untergebracht und ein Repertoirebetrieb für Oper und Ballett. Das aktuelle Repertoire besteht aus über 150 Oper- und Ballettvorführungen.
1946 wurde das Teatrul Odeon gegründet. Der Majestic-Saal verfügt über eine in Europa einzigartige gleitende Decke. Unter dem Namen Armeetheater wurde 1947 das heutige Nottara-Theater gegründet. Ende der 1940er-Jahre wurde das Teatrul Bulandra gebaut. Es befindet sich in der Jean-Louis-Calderon-Straße. Im Jahr 1961 gründete der rumänische Schauspieler Radu Beligan das Komödientheater in der Sfântu-Dumitru-Straße.

### Straßen, Orte

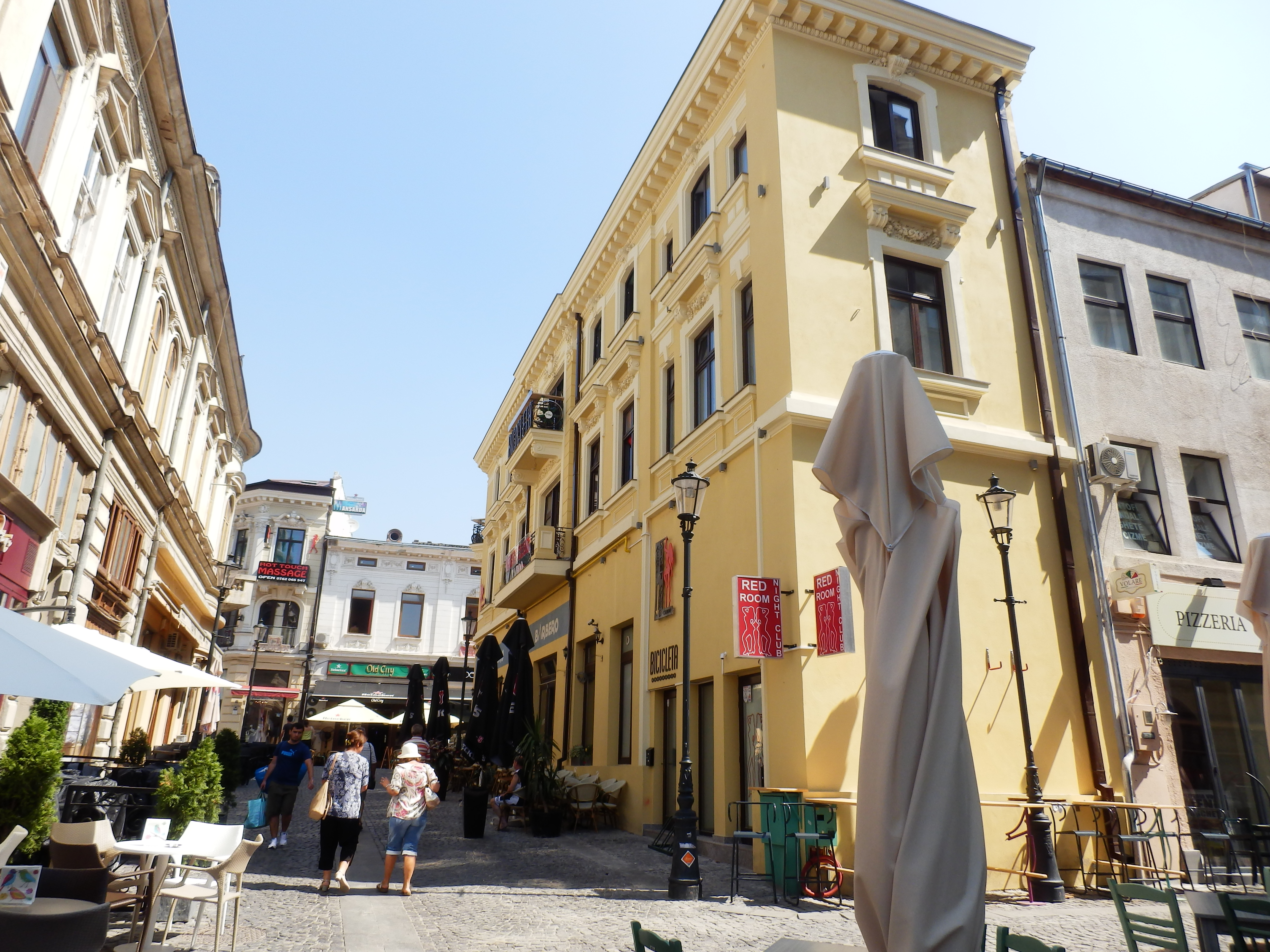
Strada Lipscani • Leipziger Straße

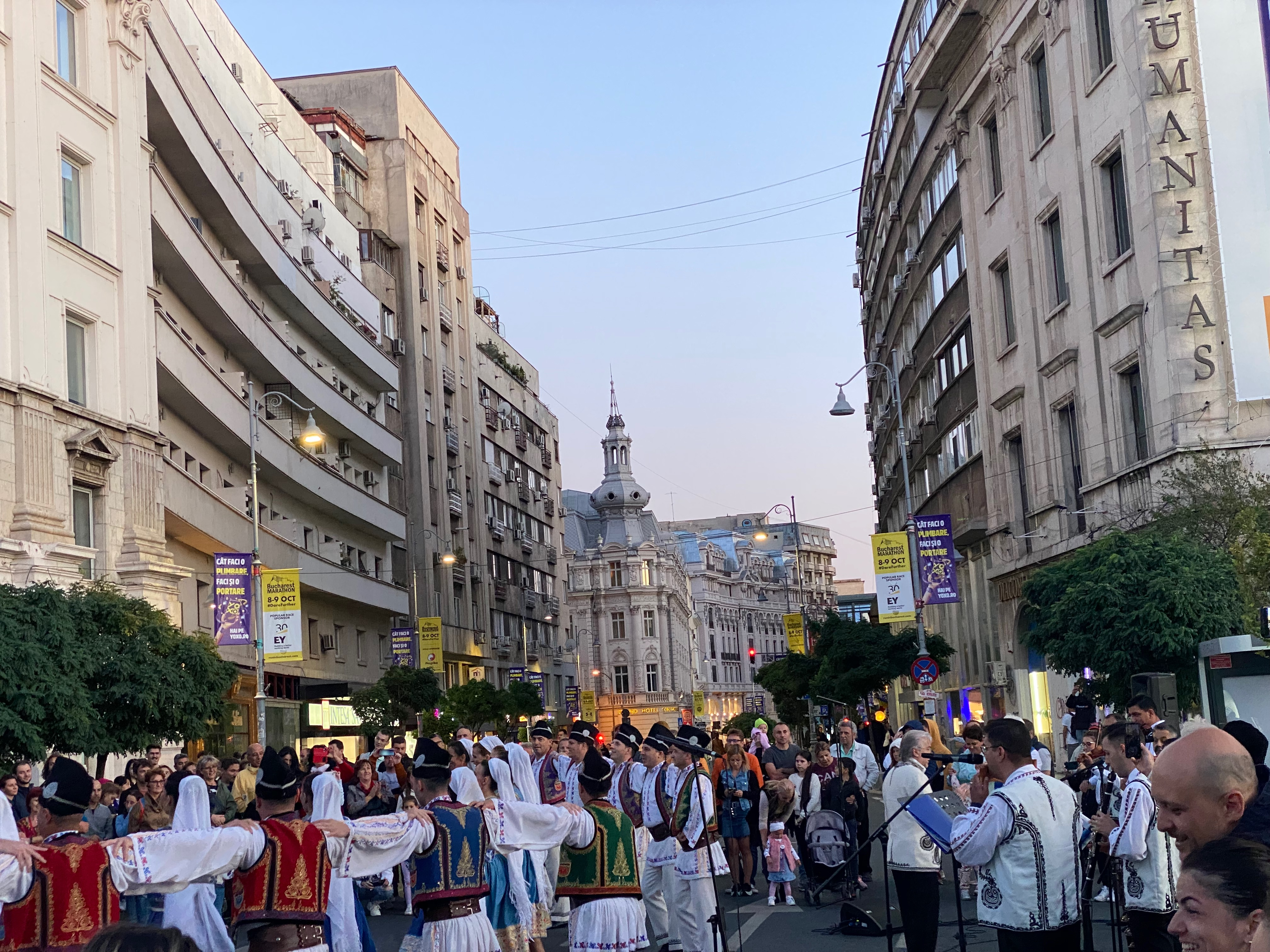
Calea Victoriei zum grünen Wochenende der "Offenen Straßen"

Die Lipscani-Zone (deutsch: Leipziger Zone) ist eine Straße und ein Bezirk in der Nähe der Piața Unirii. Der Bezirk war im Mittelalter eine wichtige Handelszone. Die erste urkundlich erwähnte Gasse Bukarests hieß zunächst „Große Gasse beim alten Fürstenhof“ und später „Deutsche Gasse“. Ihr heutiger Name stammt aus der zweiten Hälfte des 18. Jahrhunderts. Damals standen dort Läden von meist siebenbürgischen Händlern, die Waren aus Leipzig anboten. Die mittelalterliche Architektur ist noch erhalten. Dort werden neue archäologische Funde gehoben. In der Lipscani-Zone gibt es eine große Konzentration von Cafés und Bars.
Zu den ältesten Boulevards Bukarests gehört außerdem die Calea Victoriei. Die von dem Herrscher Brâncoveanu gebaute Straße verbindet die Piața Splaiului mit der Piața Victoriei. Sie wurde errichtet, um eine gerade Zufahrt zum Mogoșoaia-Palais zu haben. Ihren jetzigen Namen erhielt sie im Jahr 1877 zum Gedenken an den Sieg der rumänischen Armee im Unabhängigkeitskrieg. Bis zum Ende des 19. Jahrhunderts wurde diese Verkehrsader der Stadt fast ausschließlich von den Landesherren und den Hofleuten benutzt. In der Calea Victoriei reihen sich Paläste und Prachtbauten wie der Cantacuzino-Palast (das Museum von George Enescu), das Ateneul Român (Rumänisches Athenäum) oder das Palatul Regal (Bukarester Königsschloss) aneinander.
Der Bulevardul Unirii (Boulevard der Einheit) ist der heutige Name des früheren Boulevard des Sieges des Sozialismus, den der rumänische Diktator Nicolae Ceaușescu in den 1980er-Jahren anlegen ließ.

### Kulinarische Spezialitäten
In den zahlreichen Restaurants und Lokalitäten werden Speisen aus internationaler und einheimischer Küche serviert. Es gibt jedoch keine originären Bukarester Spezialitäten, die nicht auch anderswo angeboten werden. Die rumänische Küche ist eine Symbiose aus den Erfahrungen einer bäuerlichen Kultur mit ihren Okkupanten. Beeinflusst wurden die rumänischen Geschmacksansprüche durch zahlreiche Varianten der balkanischen Küche, der Küche des Wiener Kaiserreichs, der ungarischen und deutschen Küche. Eines der am weitesten verbreiteten Gerichte ist das mămăligă, ein Maisbrei, der lange Zeit als Arme-Leute-Essen galt. Hauptspeisen sind die Krautwickel mit Fleisch (sarmale), die Mousakas, das șnițel (Wiener Schnitzel), Wild als Braten und tochitură. Angeboten werden auch diverse Kuchen, plăcintă (nach lat.: placenta) und Fleischbällchen (chiftele) (mit Knoblauch, schwarzem Pfeffer und Bohnenkraut). Eine überall angetroffene Grillspezialität sind die mititei oder mici, eine Form von Ćevapčići, die mit Senf oder scharfen Paprika gegessen werden. Zu den heimischen Spezialitäten gehören auch Suppen und Eintöpfe wie Kuttelsuppe, aber auch Bohnensuppe, Gemüsesuppe, Rindfleisch- und Hühnersuppe sowie Zacuscă, ein Mus aus Paprika, Auberginen und Tomaten, und der gleichnamige Eintopf Zacuscă aus Tomaten, Auberginen, Gemüsezwiebeln und Paprika (evtl. auch mit Bohnen oder Pilzen).

## Sport

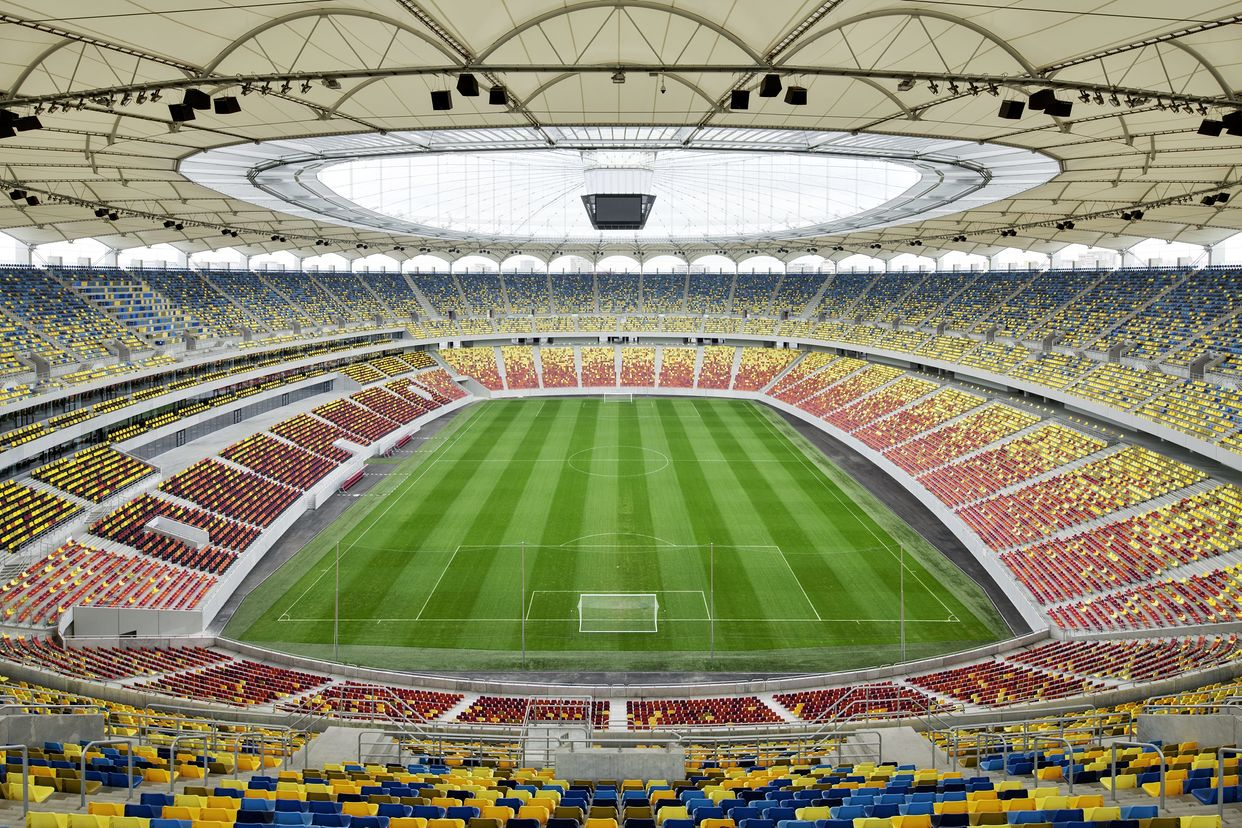
Arena Națională

Bukarest besitzt diverse sportliche Einrichtungen. Bis Ende 2007 war das Lia-Manoliu-Stadion in Bukarest das größte Stadion in Rumänien. Es bot nach offiziellen Angaben 60.120 Menschen Platz und wurde 2008 abgerissen, um dem Neubau der im August 2011 fertiggestellten Arena Națională Platz zu machen. In der neuen Arena fand 2012 das UEFA-Europa-League-Finale statt.
Die Stadt war im Laufe ihrer Geschichte immer wieder Austragungsort von Welt- und Europameisterschaften.

### Welt- und Europameisterschaften
In Bukarest fanden 1938 das Drei-Nationen-Turnier in Rugby, 1953 die 20. Tischtennis-Weltmeisterschaft, 1955 die Volleyball-Europameisterschaft der Frauen, 1957 die ersten Turn-Europameisterschaften der Frauen, 1967 die Ringer-Weltmeisterschaften und 1979 die Ringer-Europameisterschaften, 1969 die Boxeuropameisterschaft sowie 1955 und 1963 die Volleyball-Europameisterschaft statt.

### Fußball
In Bukarest sind fünf große Fußballvereine beheimatet. Sportul Studențesc ist davon der älteste Verein. Er wurde am 11. Februar 1916 vom Mathematiker Traian Lalescu gegründet. Zu den größten Erfolgen des Clubs gehört der Gewinn des Balkan-Cups. Der Verein trägt seine Heimspiele im Stadionul Regie aus.
Rapid Bukarest (offiziell: Fotbal Club Rapid București) wurde am 11. Juni 1923 von Eisenbahnern (siehe auch: CFR) gegründet. Der Club ist der einzige rumänische Vorkriegsverein, der nicht vom kommunistischen Nachkriegsregime aufgelöst wurde. Heimstadion von Rapid Bukarest ist das Stadionul Rapid – Giulești.

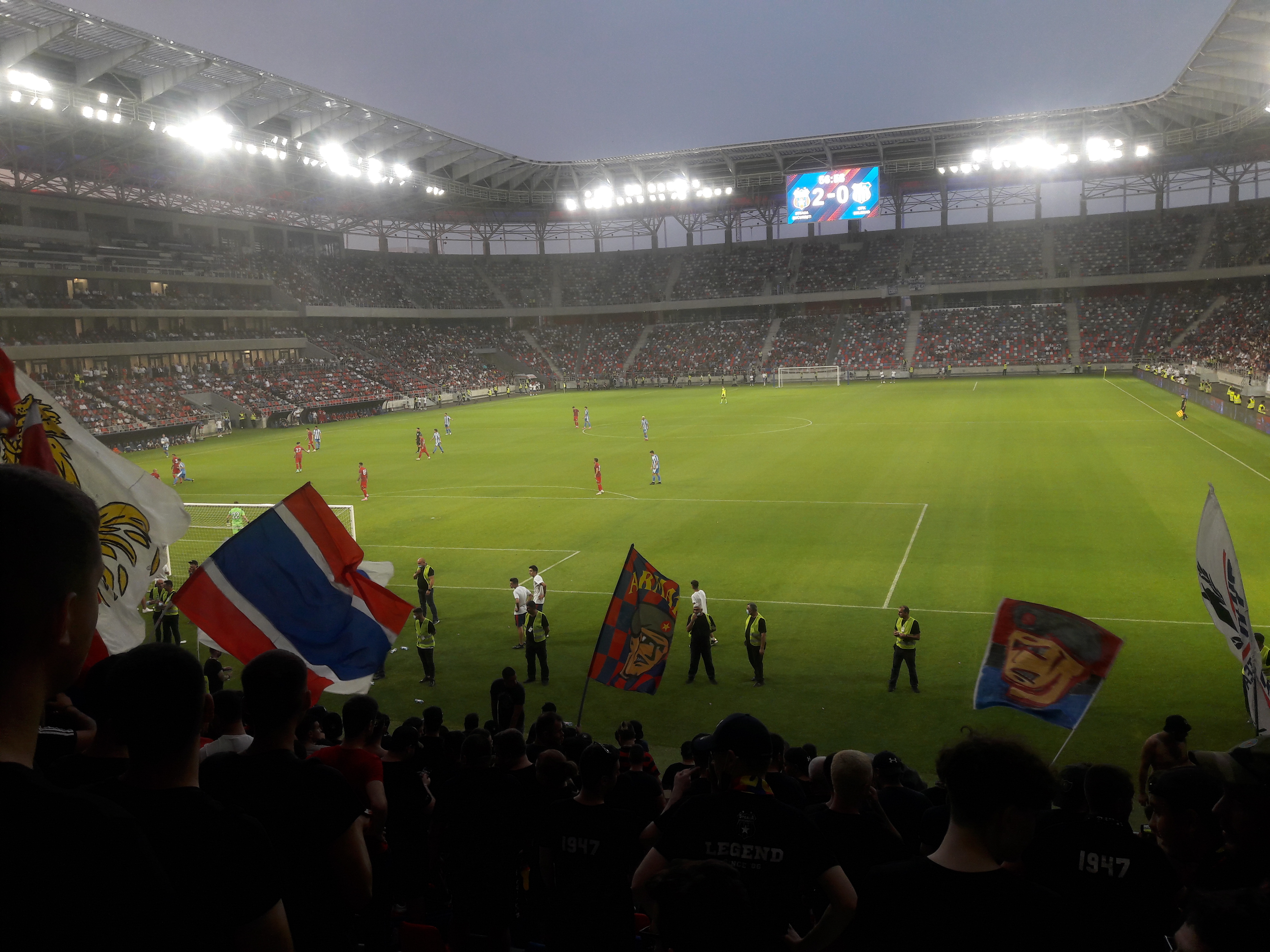
Stadionul Steaua (2021)

1944 wurde der Fußballverein FC Progresul Bukarest gegründet. Im Laufe seiner Geschichte hatte der Verein verschiedene Namen und gewann 1960 den rumänischen Pokal sowie in den Jahren 1996, 1997 und 2002 die rumänische Vizemeisterschaft.
Steaua Bukarest/FCSB Bukarest, einer der erfolgreichsten osteuropäischen Fußballvereine, wurde 1947 gegründet. Er war 1986 der erste osteuropäische Club, der den Europapokal der Landesmeister und den europäischen Supercup gewinnen konnte. Der Wiedereröffnung der Fußballabteilung von Steaua Bukarest im Jahr 2017 vorausgegangen war ein Rechtsstreit des rumänischen Verteidigungsministeriums mit George Becali, der die 1998 ausgelagerte Abteilung 2003 als privatisiertes Unternehmen erworben hatte und die Rechte am Logo und am Namen verlor. Das Unternehmen benannte sich im April 2017 in FCSB Bukarest um und gab sich ein neues Logo. Die wiedereröffnete Fußballabteilung nahm zur Saison 2017/18 unter dem Namen Steaua Bukarest mit dem zuvor vom privaten Unternehmen genutzten Logo den Spielbetrieb in der Liga IV auf.
Der am 14. Mai 1948 gegründete Fußballverein Dinamo Bukarest (offiziell: Fotbal Club Dinamo București) ist ein sehr erfolgreicher rumänischer Fußballverein. Die Heimspiele des Vereins werden im Dinamo-Stadion ausgetragen. Der Liga 1 Club war achtzehnmal Rumänischer Meister, zwölfmal Rumänischer Pokalsieger und einmal Rumänischer Supercup-Sieger.

### Tennis

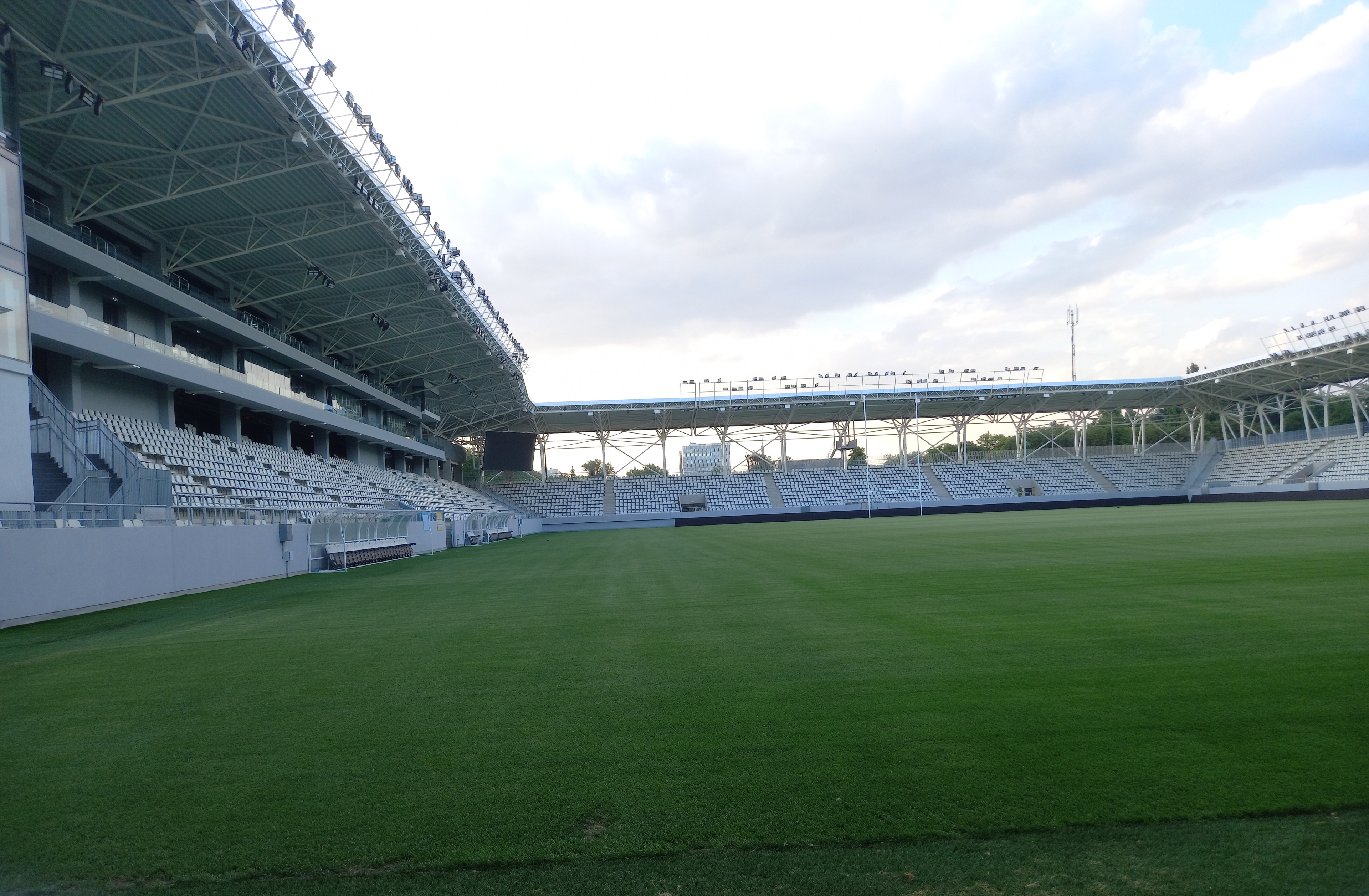
Stadionul Arcul de Triumf (2021)

Jedes Jahr im Herbst findet in Bukarest das Internationale Tennis-Turnier ATP Bukarest statt. Von 2016 bis 2023 wurde dieses nicht ausgetragen.

### Rennsport
Im Mai 2007 wurde erstmals eine Rennveranstaltung auf dem Bukarest Ring ausgerichtet. Die temporäre Rennstrecke ist 3180 Meter lang. Sie führt in einem unregelmäßigen Viereck im Uhrzeigersinn um den Parlamentspalast.

### Rugby Union
Die rumänische Rugby-Union-Nationalmannschaft trägt ihre Heimspiele meist im Bukarester Stadionul Arcul de Triumf aus. Hier befindet sich auch der Verbandssitz der Federația Română de Rugby.

## Wirtschaft und Infrastruktur
Bukarest ist das bedeutendste Wirtschaftszentrum Rumäniens. Fast alle großen Dienstleistungsunternehmen Rumäniens, insbesondere Banken und Firmen des Finanzwesens, haben ihren Sitz in Bukarest. Laut einer Studie aus dem Jahr 2014 erwirtschafte der Großraum Bukarest ein Bruttoinlandsprodukt von 72,4 Milliarden US-Dollar (KKP). In der Rangliste der wirtschaftsstärksten Metropolregionen weltweit belegte er damit den 178. Platz. Das BIP pro Kopf betrug 38.635 US-Dollar und liegt damit viel höher als im Rest des Landes.
Bereits Ende 1971 lag das Gesamtvolumen der Bukarester Industrieproduktion bei 17,3 Prozent der Landesproduktion. Zu dieser Zeit waren 235 Industrieanlagen in Betrieb, darunter 175 von landesweiter Bedeutung. Der bedeutendste Industriezweig war, mit 39,3 % der Gesamtproduktion der Stadt, die Maschinenbau- und Metallverarbeitungsindustrie.
Die Region um Bukarest ist vor allem durch die Maschinenbau- und elektrotechnische Industrie geprägt. Seit den 1990er-Jahren werden vermehrt Anstrengungen unternommen, multinationale Konzerne anzusiedeln.
In Rumäniens reichster Wirtschaftsregion Bukarest-Ilfov lebten am 1. Januar 2006 2,215 Millionen Bürger, das waren rund 12 Prozent der rumänischen Erwerbstätigen. Sie erwirtschafteten in den Jahren 2005 und 2006 ein über dem Landesdurchschnitt liegendes Wachstum von 7,3 bzw. 7,8 Prozent. In der Region wurden außerdem 20 Prozent der rumänischen Ausfuhren und 40 Prozent der Einfuhren abgewickelt. Die Arbeitslosigkeit in der Region lag im Jahr 2006 bei 2,3 Prozent. Ein Angestellter verdiente 2005 in der Region Bukarest-Ilfov im Durchschnitt 977 Lei, das war um fast ein Drittel mehr als im Rest des Landes.
Das Bukarester Messegelände (Complexul Expozițional ROMEXPO) ist der größte Ausstellungskomplex in Rumänien. Die Gesamtfläche der Anlage beträgt 421.700 m². Zum Messegelände gehören 42 Hallen und 2.200 Parkplätze. Auf dem Gelände finden jährlich über 40 Messen statt.
Zu den größeren Unternehmen mit Sitz in Bukarest gehören unter anderem die Firmen Dacia, ein zu Renault gehörender rumänischer Automobilhersteller, FAUR SA, ein rumänischer Fahrzeug- und Maschinenhersteller, Softwin, eine der führenden europäischen Firmen für Sicherheitssoftware und Dienstleistungen für Datensicherheit sowie der rumänische Erdöl- und Erdgaskonzern Petrom. Das Unternehmen ist im Aktienindex BET-20 gelistet. Die Bukarester Börse (rumänisch: Bursa de Valori București) ist die Wertpapierbörse Rumäniens. Sie wurde am 21. April 1995 im Gebäude der Bank von Rumänien gegründet.
In einer Rangliste der Städte nach ihrer Lebensqualität belegte Bukarest im Jahre 2018 den 107. Platz unter 231 untersuchten Städten weltweit.

### Geplante Großprojekte
In Bukarest sind die nachfolgenden Großprojekte im Bau bzw. in Vorbereitung.
| Projekt                              | Wert                     | Stand 2016                                                         | Anmerkung                                                                                                  |
| ------------------------------------ | ------------------------ | ------------------------------------------------------------------ | --- |
| Karpaten-Autobahn, (Bukarest-Brașov) | rund 1,4 Milliarden Euro | Der Abschnitt Bukarest – Ploiești wurde am 19. Juli 2012 eröffnet. | Der innerstädtische Abschnitt bis zur Centura București soll bis Ende November 2017 fertiggestellt werden. |

### Verkehr

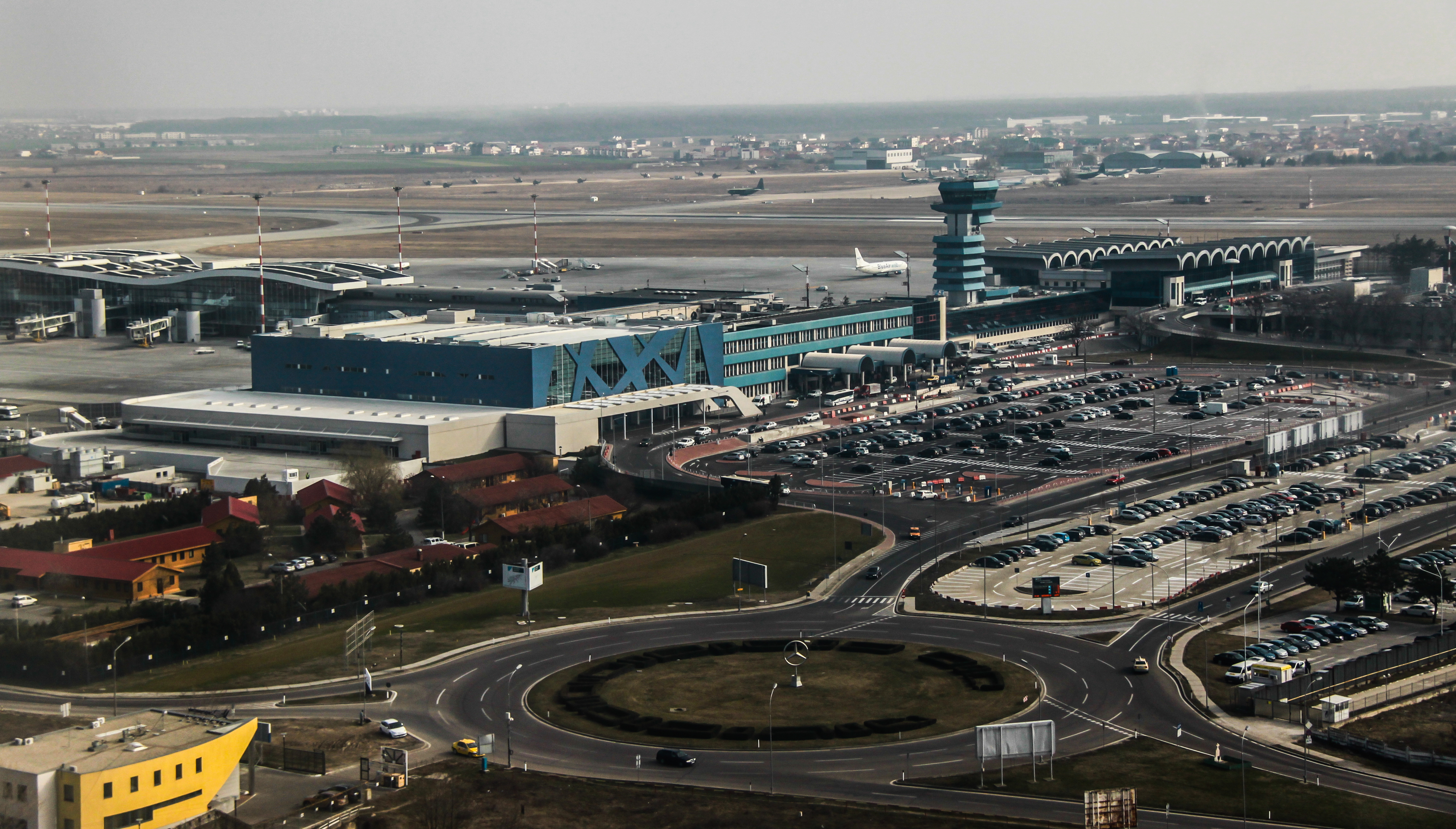
Flughafen Otopeni

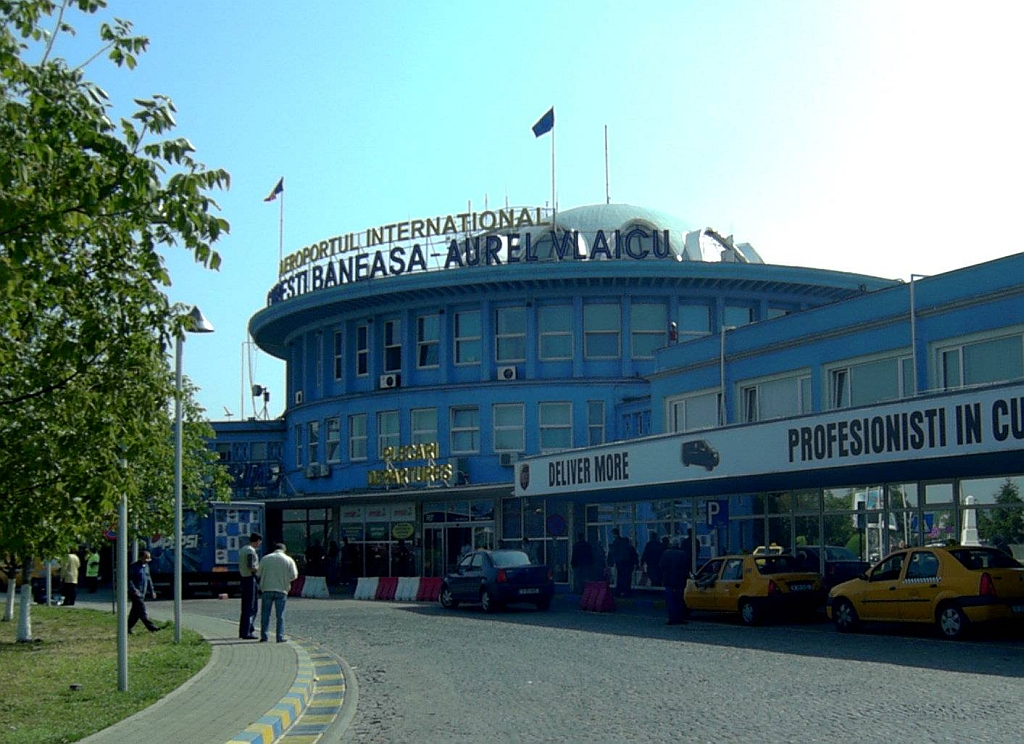
Flughafen Băneasa

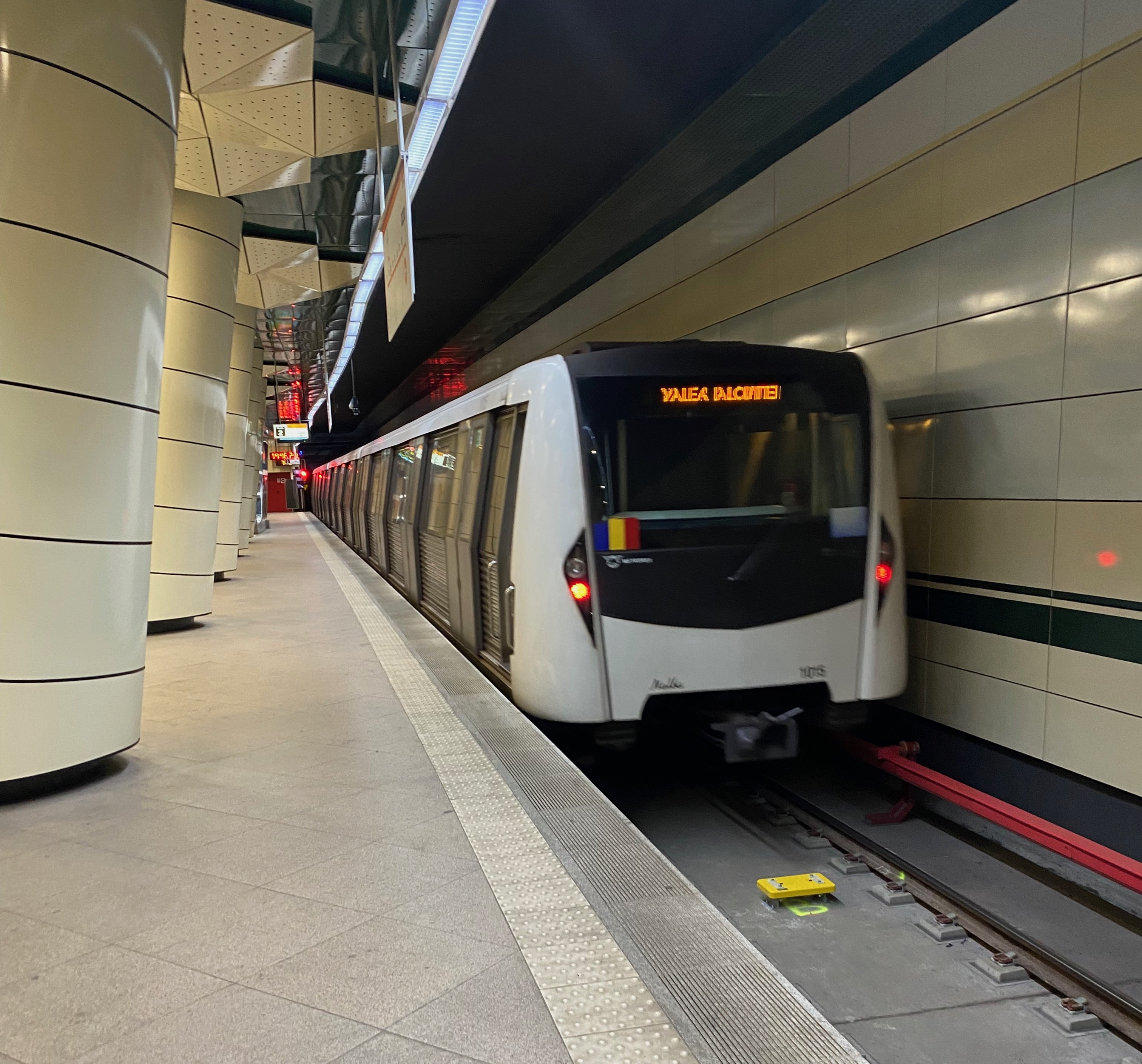
U-Bahn in Bukarest

Metroplan von Bukarest

Bukarest hat zwei zivile Flughäfen. Henri Coandă in Otopeni ist der größte und wichtigste Flughafen Rumäniens. Der ältere und deutlich kleinere, jedoch näher am Stadtzentrum gelegene Flughafen Băneasa, einst Heimatdestination von Blue Air und Ziel anderer Billigfluggesellschaften wie Germanwings und Wizz Air, ist seit März 2012 dem Geschäftsreiseverkehr vorbehalten.
Als größten Verkehrsknotenpunkt Rumäniens besitzt Bukarest den internationalen Bahnhof Gara de Nord. Hier fahren sowohl Nahverkehrszüge der Staatsbahn Căile Ferate Române als auch Fern- und internationale Züge. Viele Hauptlinien des Landes beginnen oder enden im Gara de Nord. In Bukarest gibt es darüber hinaus mehrere regionale Bahnhöfe (Progresul, Obor) und den allerdings schon teilweise stillgelegten Rangierbahnhof București Triaj.
Etwa eine Million Pendler besuchen täglich die Hauptstadt. Die Stadt besitzt ein gut ausgebautes U-Bahn-, Straßenbahn-, Oberleitungsbus- und Omnibus-Netz. Die Bukarester Metro wurde am 16. November 1979 eröffnet. Die fünf Bukarester U-Bahn-Linien sind zusammen 80,1 Kilometer lang und bedienen 64 Stationen. Die Metro wird von Metrorex, das Straßenbahn-, Oberleitungsbus- und Omnibusnetz vom Verkehrsunternehmen Societatea de Transport Bucureşti (STB) betrieben. 2020 wurden von der STB 24 Straßenbahnlinien bedient. Das Omnibussystem ist das dichteste aller Bukarester Transportarten. 146 STB.-Omnibuslinien werden von 1.534 Bussen bedient, wobei die meisten davon im unmittelbaren Stadtgebiet von Bukarest verkehren. Daneben fahren einige Busse in die Städte und Dörfer, die an Bukarest grenzen. Das Oberleitungsbusnetz der STB deckt zusätzlich 17 weitere Linien ab. Das Busnetz wurde seit dem Jahr 2005 ausgebaut. Aus diesem Grund hat die Stadt Bukarest in den Jahren 2006 und 2007 500 neue Niederflurbusse in Betrieb genommen. Weitere 500 Niederflurbusse wurden seit Anfang 2008 ausgeliefert. Auch die anderen Verkehrsmittel wurden oder werden modernisiert; so hat man auch neue Oberleitungsbusse und U-Bahnen beschafft und damit begonnen, einige Straßenbahnlinien auf eigene Bahnkörper zu verlegen (als metrou ușor, Stadtbahn, bezeichnet). Die einfache Fahrt mit einem STB-Verkehrsmittel kostete im Jahr 2024 3 Lei (≈0,60 Euro), eine Fahrt mit der Metro ebenfalls 3 Lei.
Für LKW über 7,5 Tonnen zulässiges Gesamtgewicht gilt in Bukarest zwischen 7:00 und 21:00 Uhr ein ganzjähriges Fahrverbot. Für den Zeitraum vom 15. September bis 15. Juni ist die Zufahrt mit Ausnahmegenehmigung erlaubt. Das rumänische Autobahnnetz ist erst im Aufbau begriffen. Die erste rumänische Autobahn (rumänisch autostradă, Plural autostrăzi) war die 113 Kilometer lange Strecke Bukarest–Pitești, die in den 1960er Jahren erbaut wurde. Die Strecke ist ein Teilstück der A1.
Entlang vieler Hauptstraßen, beispielsweise der Calea Victoriei oder des Bulevardul Kiseleff, wurden Radwege angelegt. Im Bereich des Lipscani-Viertels befindet sich die einzige nennenswerte Fußgängerzone Bukarests.

### Medien
Nach der rumänischen Revolution stieg die Zahl der privaten Medien in Bukarest innerhalb kurzer Zeit an. In staatlicher Hand blieben die Nationale Rundfunkgesellschaft, die Nationale Nachrichtenagentur sowie die öffentlich-rechtliche Fernsehgesellschaft TVR mit den Kanälen TVR 1, TVR 2, TVR 3, TVR HD und TVR Internațional. TVR 1 strahlt wöchentlich auch ein eineinhalbstündiges Programm in deutscher Sprache aus. Zu den nationalen Tageszeitungen mit Sitz in Bukarest gehören die Zeitungen Adevărul, Cotidianul, România liberă und Evenimentul Zilei. Bis 1992 hieß die in Bukarest erscheinende Zeitung für die deutschsprachige Minderheit in Rumänien Neuer Weg. 1993 wurde sie in Allgemeine Deutsche Zeitung für Rumänien umbenannt. Die ADZ ist die einzige deutsche Tageszeitung in Osteuropa.

## Bildung

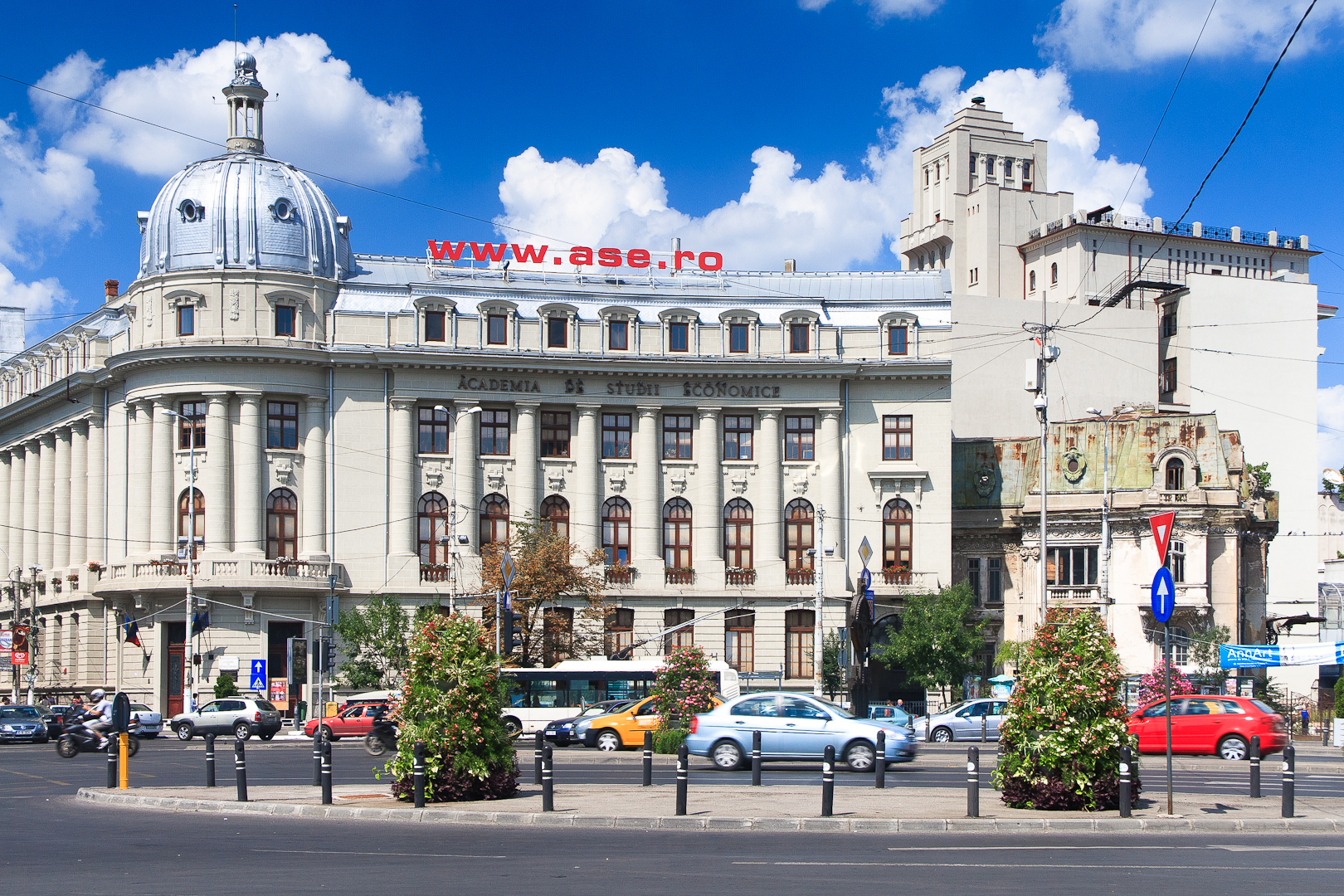
Wirtschaftsakademie Bukarest

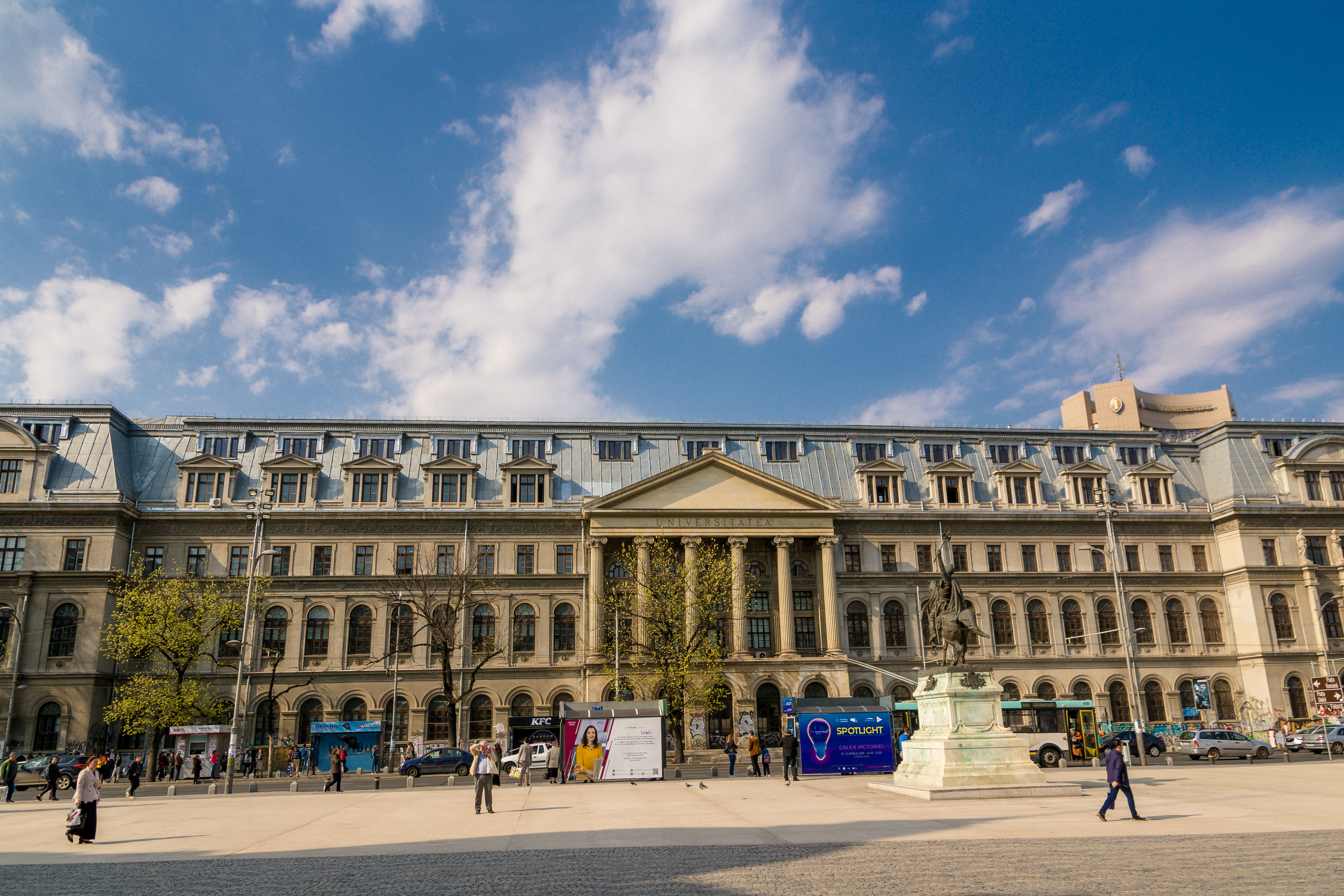
Universität Bukarest

Die Stadt beherbergt 16 staatliche und zwölf private Universitäten, fünf Hochschulen sowie zahlreiche Akademien, Forschungs- und Bildungseinrichtungen. In Bukarest befindet sich auch der Sitz der Rumänischen Akademie. Das höchste Forum der Wissenschaft und Kultur in Rumänien wurde 1866 gegründet und hat 181 auf Lebenszeit gewählte Mitglieder.
Die Wirtschaftsakademie Bukarest (rumänisch: Academia de Studii Economice din București, kurz ASE) ist die größte Universität der Stadt. Sie ist eine staatliche wirtschaftswissenschaftliche Universität mit insgesamt 49.000 Studenten und rund 2000 wissenschaftlichen Angestellten. König Carol I. gründete die Universität im Jahr 1913.
Die Universität Bukarest ist eine staatliche Universität mit 30.000 Studenten und 18 Fakultäten. Ihr Hauptgebäude befindet sich am Universitätsplatz. An der Polytechnischen Universität Bukarest gibt es aktuell 13 Fakultäten mit insgesamt rund 15.000 Studenten und über 4.000 wissenschaftlichen Mitarbeitern.
Im Jahr 1854 wurde die Technische Universität für Bauwesen Bukarest (rumänisch: Universitatea Tehnică de Construcții București, kurz UTCB) gegründet. An der technischen Universität mit sechs Fakultäten studieren knapp 10.000 Studenten. Die Medizinische und Pharmazeutische Universität Carol Davila (rumänisch: Universitatea de Medicină și Farmacie Carol Davila) mit drei Fakultäten wurde drei Jahre später gegründet. Die älteste Landwirtschaftshochschule des Landes ist die 1852 gegründete Universitatea de Științe Agronomice și Medicinã Veterinarã București (USAMV, deutsch: Universität für Agrarwissenschaften und Veterinärmedizin). Die Nationale Universität der Künste Bukarest (rumänisch: Universitatea Națională de Arte București – oft abgekürzt als UNArte) ist die bedeutendste Kunsthochschule in Rumänien. Sie wurde am 5. Oktober 1864 von Fürst Alexandru Ioan Cuza gegründet. Im selben Jahr kam es zur Gründung der Universität für Architektur und Stadtplanung Ion Mincu.
In den letzten Jahrzehnten wurden auch einige Privatuniversitäten gegründet. Dazu gehört die 1990 gegründete Universität Titu Maiorescu (rumänisch: Universitatea Titu Maiorescu) mit sechs Fakultäten und die im Jahr 2004 gegründete Rumänisch-Amerikanische Universität (rumänisch: Universitatea Româno-Americană, englisch: Romanian-American University). Zu den großen Akademien mit Sitz in Bukarest gehört die 1949 gegründete Technische Militärakademie Bukarest (rumänisch: Academia Tehnică Militară din București). Die Akademie ist eine militärische Ausbildungsstätte für die rumänischen Streitkräfte.
Die Nationale Musikuniversität Bukarest (rumänisch: Universitatea Națională de Muzică București) wurde 1864 durch ein Dekret des Fürsten Alexandru Ioan Cuza gegründet. Mihail Kogălniceanu unterzeichnete die Gründungsurkunde in seiner Funktion als Ministerpräsident.

## Persönlichkeiten
Söhne und Töchter der Stadt
Bukarest war Geburtsort zahlreicher bekannter Persönlichkeiten. Dazu gehören die Tennisspielerin Angelica Adelstein-Rozeanu, die Schriftstellerin Marthe Bibesco, der Opernsänger Nicolae Herlea, die Komponistin Maia Ciobanu, der Musikproduzent Michael Cretu, der Chemiker Lazăr Edeleanu, die Schriftstellerin Dora d’Istria, die Pianistin Clara Haskil, der Bandleader Peter Herbolzheimer, der Schauspieler und Filmemacher John Houseman, der Arzt und Psychiater Jacob Levy Moreno, der Tennisspieler Ilie Năstase, der Physiologe Nicolae Paulescu, die Leichtathletin Mihaela Peneș, die Schachspielerin Elisabeta Polihroniade, der Schauspieler Edward G. Robinson, die Galeristin Ileana Sonnabend, die Malerin Hedda Sterne, die Schriftstellerin Hélène Vacaresco, der Historiker Eugen Weber sowie der Pfarrer Richard Wurmbrand.